# 1. April
Der 1. April ist der 91. Tag des gregorianischen Kalenders (der 92. in Schaltjahren), somit bleiben 274 Tage bis zum Jahresende. Bis zum Ende des 19. Jahrhunderts war er zusammen mit dem 1. Oktober ein sog. „Ziehtag“, weil Mietverträge halbjährlich abgeschlossen wurden und Mieter nur zu diesen Daten die Wohnungen wechselten. Später etablierten sich vierteljährliche Umzugstage, wodurch sich die Fuhrkapazitäten etwas besser verteilten. 

## Ereignisse

### Politik und Weltgeschehen

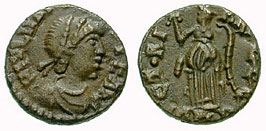
457: Kaiser Majorian

- 0457: Nach seiner erfolgreichen Rebellion gegen Kaiser Avitus wird Flavius Iulius Valerius Maiorianus Kaiser Westroms. Der Heermeister Ricimer, der die Rebellion unterstützt hat, bleibt jedoch weiterhin im Hintergrund bestimmende Gestalt im Reich.
- 0527: Der byzantinische Kaiser Justin I. ernennt seinen Neffen Justinian I. zum Mitherrscher und Thronfolger.
- 1318: Während der Schottischen Unabhängigkeitskriege gelingt den Schotten die Eroberung der strategisch wichtigen Stadt Berwick-upon-Tweed.
- 1340: Der Ritter Niels Ebbesen erschlägt in Randers den Grafen Gerhard III. von Holstein. Die Tat macht den Weg frei für die Wahl von Waldemar IV. Atterdag zum dänischen König und beendet damit die Zeit des Interregnums in Dänemark.
- 1389: Die Alte Eidgenossenschaft schließt nach ihren Erfolgen in den Schlachten von Sempach, bei der Herzog Leopold III. gefallen ist, und Näfels mit den Habsburgern unter Albrecht III. einen befristeten Friedensvertrag im Sempacherkrieg.
- 1525: Das Evangelische Heer, ein Teil des Schwarzen Haufens von Florian Geyer, bricht im Bauernkrieg aus dem Odenwald auf. Die Bauern marschieren zum Kloster Schöntal, das Vorräte beherbergt.
- 1572: Brielle wird im Achtzigjährigen Krieg gegen die spanische Herrschaft als erste Stadt der Niederlande durch die aufständischen Geusen erobert.
- 1773: Die christliche Herrnhuter Brüdergemeine gründet im Auftrag des dänischen Königs Christian VII. die Stadt Christiansfeld in Nordschleswig.

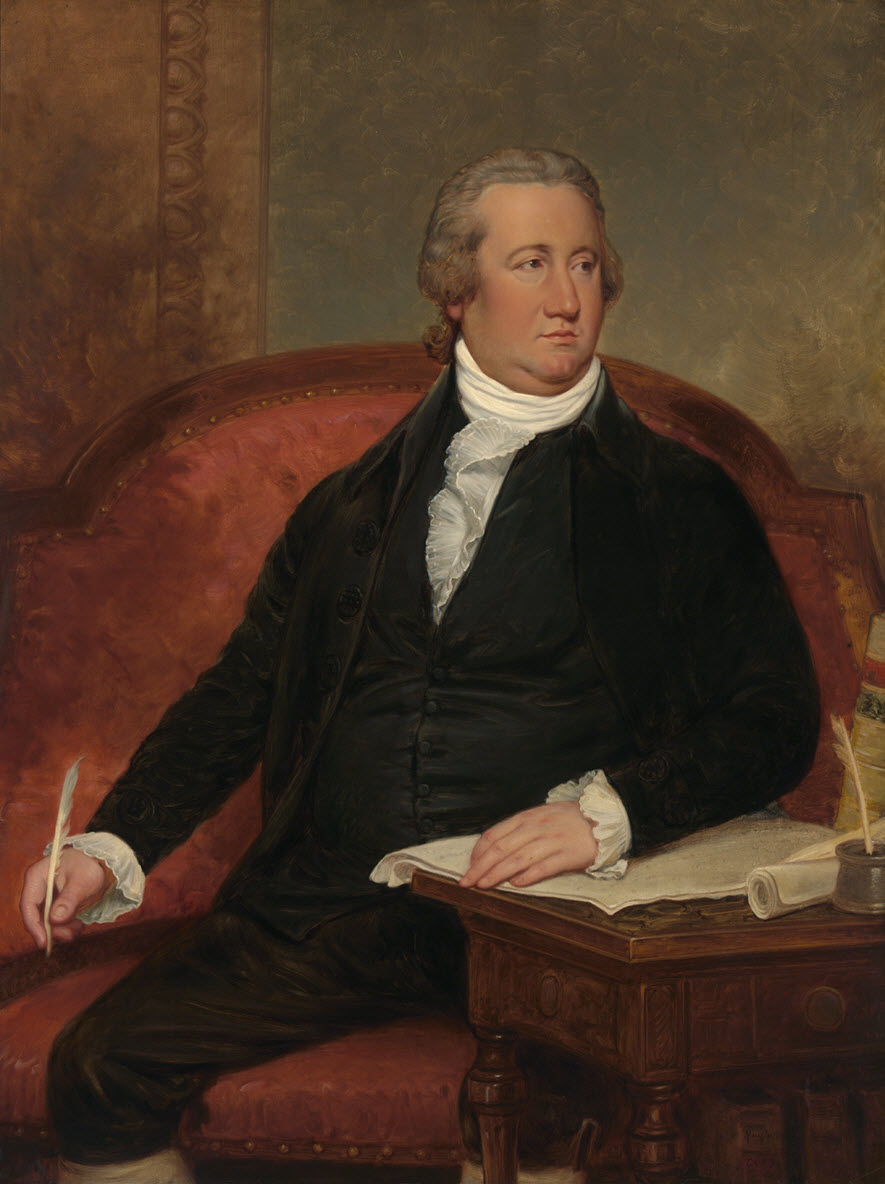
1789: Frederick Muhlenberg

- 1789: In New York City wählt das US-Repräsentantenhaus mit Frederick Muhlenberg aus Pennsylvania seinen ersten Sprecher.
- 1795: In Paris wird der Germinal-Aufstand der Sansculotten gegen den Nationalkonvent infolge einer Hungersnot während der Französischen Revolution unblutig beendet.
- 1809: Der „Schwarze Herzog“ Friedrich Wilhelm von Braunschweig-Wolfenbüttel stellt die Schwarze Schar auf, ein deutsches Freikorps, das in den Befreiungskriegen bis 1815 gegen die Truppen Napoleon Bonapartes kämpft.
- 1811: Durch das Berliner Polizeireglement wird in Berlin die erste Kriminalpolizei in Deutschland geschaffen.
- 1865: Die Unionstruppen unter Philip Sheridan besiegen die Konföderierten unter George Edward Pickett in der Schlacht am Five Forks, der letzten wichtigen Schlacht im Sezessionskrieg. Damit ist im Appomattox-Feldzug der Weg nach Richmond, der Hauptstadt der Konföderierten Staaten, offen.

1867: Straits Settlements (rot)

- 1867: Die Besitzungen der Britischen Ostindien-Kompanie in Südostasien, die Straits Settlements auf der Malaiischen Halbinsel, werden nach dem Niedergang der Kompanie in eine britische Kronkolonie umgewandelt. Dazu gehören unter anderem Penang, Malakka und Singapur.
- 1897: Die japanische Stadt Nagano wird gegründet.

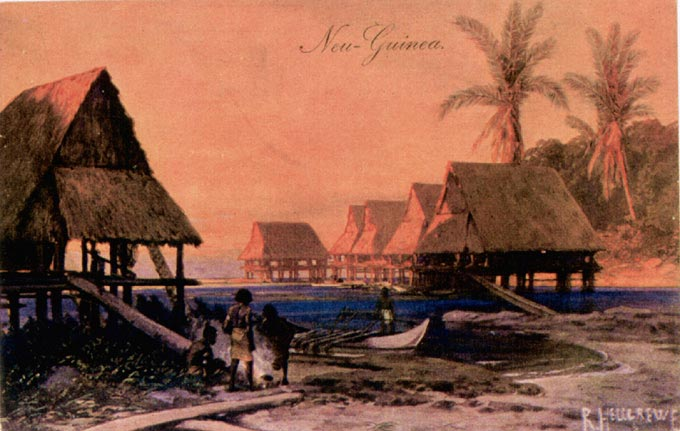
1899: Ansicht Deutsch-Neuguinea von R. Hellgrewe

- 1899: Das Deutsche Reich übernimmt die Besitzungen der Neuguinea-Kompagnie unter dem Namen Deutsch-Neuguinea als reguläre Kolonie.
- 1915: Der Franzose Roland Garros führt im Ersten Weltkrieg erfolgreich den ersten Jagdfliegereinsatz der Luftfahrtgeschichte gegen vier Albatros-Doppeldecker durch.
- 1917: Die dänische Kolonie Dänisch-Westindien geht für 25 Millionen Dollar in den Besitz der USA über und heißt seitdem Amerikanische Jungferninseln.
- 1918: Die Royal Air Force (RAF), die Luftwaffe des Vereinigten Königreichs, wird durch den Zusammenschluss des Royal Flying Corps und des Royal Naval Air Service (RNAS) unter dem Befehl des Luftfahrtministeriums gebildet.
- 1920: Das Gesetz über die Gründung der Deutschen Reichsbahn tritt in Kraft. Damit werden in Umsetzung der Weimarer Verfassung die vormaligen Länderbahnen der Hoheit des Deutschen Reichs unterstellt.
- 1924: Adolf Hitler wird im Hitler-Prozess gemeinsam mit einigen Mitangeklagten zu fünf Jahren Festungshaft wegen seines Putschversuchs vom 9. November 1923 verurteilt. Erich Ludendorff wird freigesprochen.

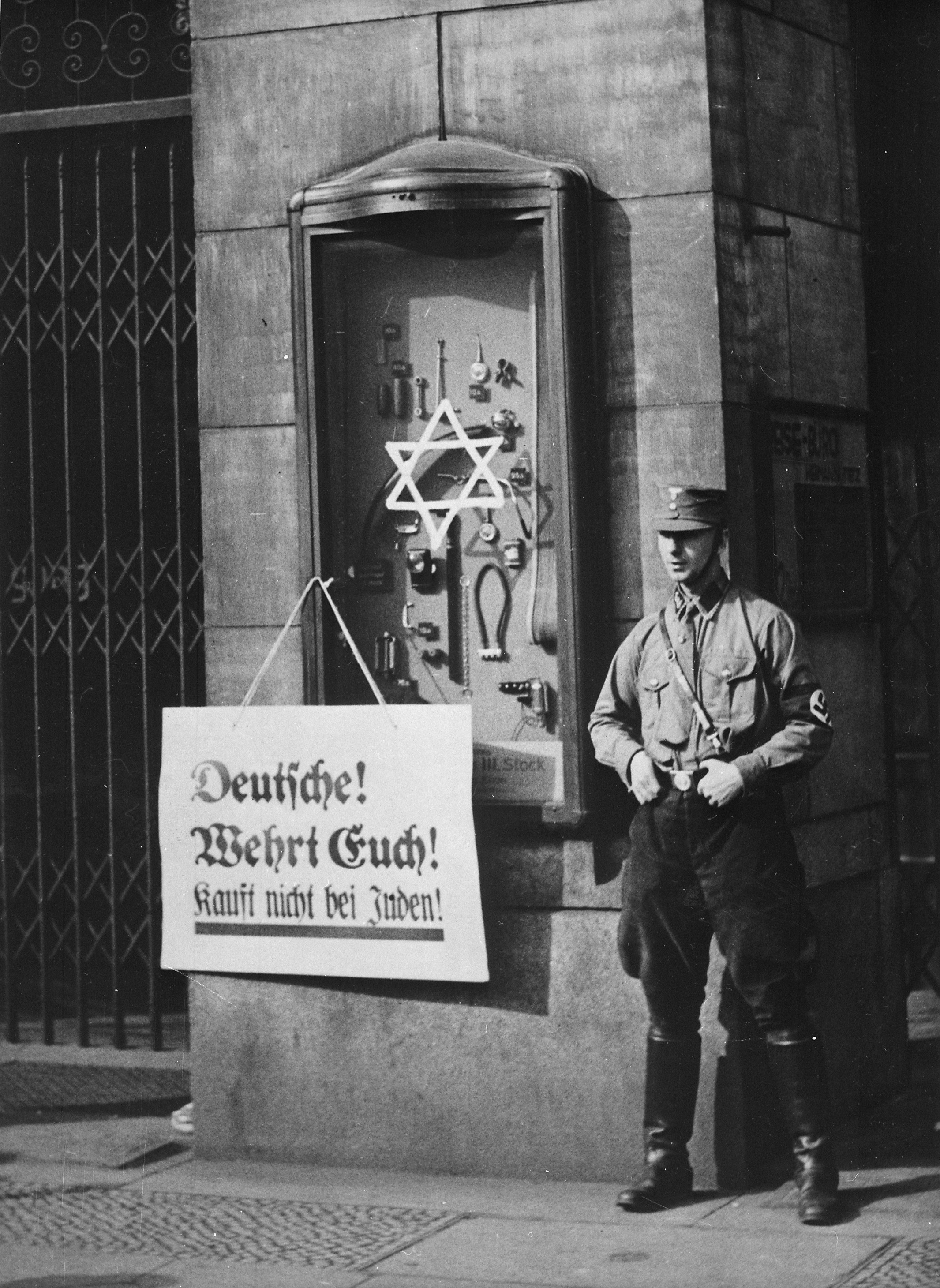
1933: Boykott jüdischer Geschäfte

- 1933: Mit dem deutschlandweit durchgeführten „Judenboykott“ nimmt die nationalsozialistische Regierung die Verdrängung der deutschen Juden aus dem öffentlichen Leben in Angriff.
- 1933: Das Propagandaministerium wandelt den Auslandsrundfunk Weltrundfunksender in den Deutschen Kurzwellensender um.

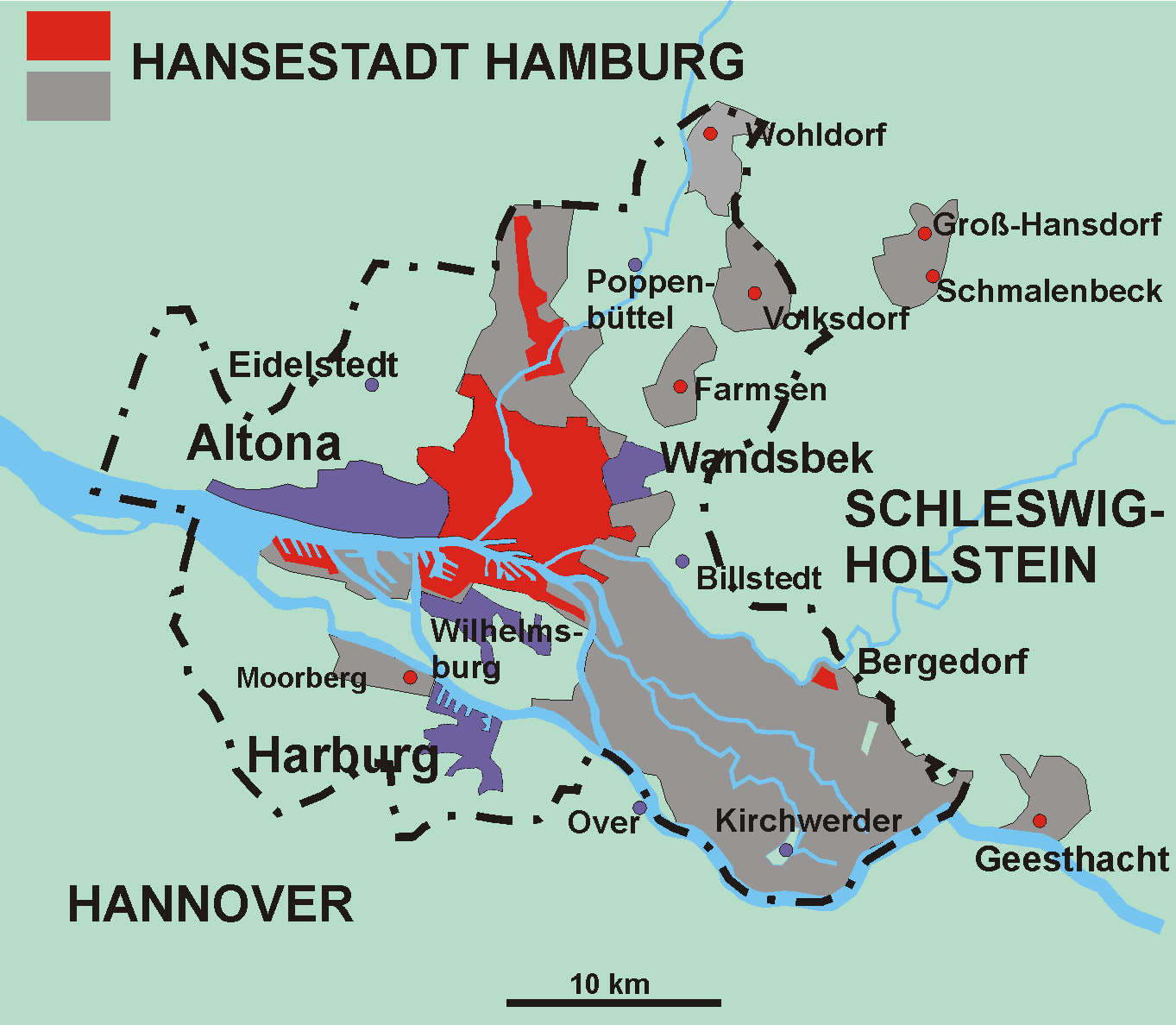
1937: Hamburg vor und nach dem Gesetz

- 1937: Das Groß-Hamburg-Gesetz, mit dem Hamburg um einige umliegende preußische Gemeinden vergrößert wird, tritt in Kraft. Hamburg verliert zwar einige Exklaven wie Cuxhaven, das jetzt einheitliche hamburgische Gemeindegebiet wird jedoch beinahe verdoppelt. Die Freie und Hansestadt Lübeck geht in Verbindung mit diesem Gesetz an Preußen.
- 1937: Aden wird in den Status einer eigenen britischen Kronkolonie erhoben und aus der britischen Kolonialregierung in Indien herausgelöst.
- 1939: Francisco Franco erklärt in Burgos nach der Niederlage der letzten republikanischen Kräfte den Spanischen Bürgerkrieg formal für beendet. Der Franquismus in Spanien beginnt sofort mit der systematischen Verfolgung Andersdenkender, die Hunderttausende das Leben kosten wird.
- 1941: In Deutschland wird im Zweiten Weltkrieg das Abzeichen für Blockadebrecher gestiftet. Es wird an Schiffsbesatzungen verliehen, die sich zum Zeitpunkt des Kriegsbeginns im neutralen Ausland befunden haben und danach in die Heimat zurückgekehrt sind.
- 1944: US-Flugzeuge bombardieren im Krieg gegen Deutschland – wahrscheinlich irrtümlich – die Stadt Schaffhausen in der Schweiz. 37 Menschen kommen ums Leben, ungefähr 100 werden zum Teil schwer verletzt und 300 obdachlos.
- 1944: Die Massendeportation von Juden aus Griechenland und Ungarn in das KZ Auschwitz-Birkenau beginnt.

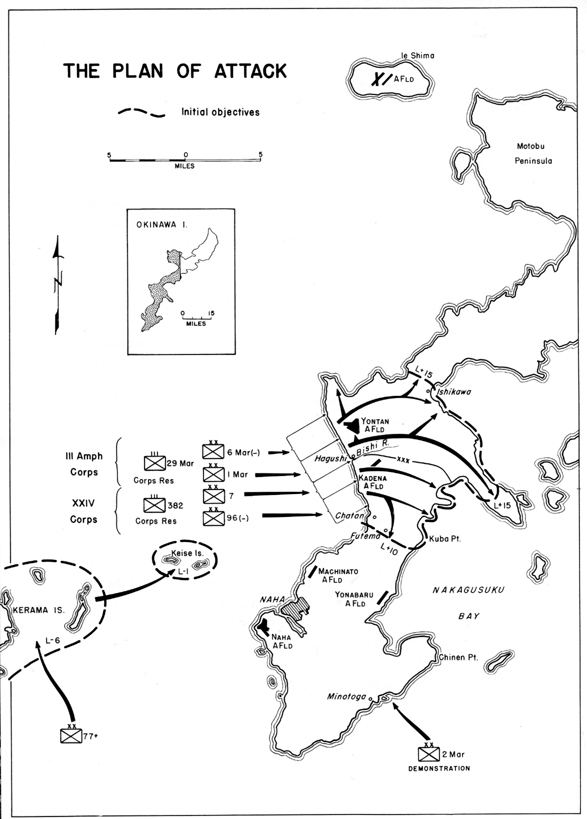
1945: Schlacht um Okinawa

- 1945: Mit der Landung der US-Streitkräfte unter Lieutenant General Simon B. Buckner junior auf der Insel Okinawa Hontō beginnt im Pazifikkrieg die verlustreiche Schlacht um Okinawa, die bis zum 30. Juni dauern wird.

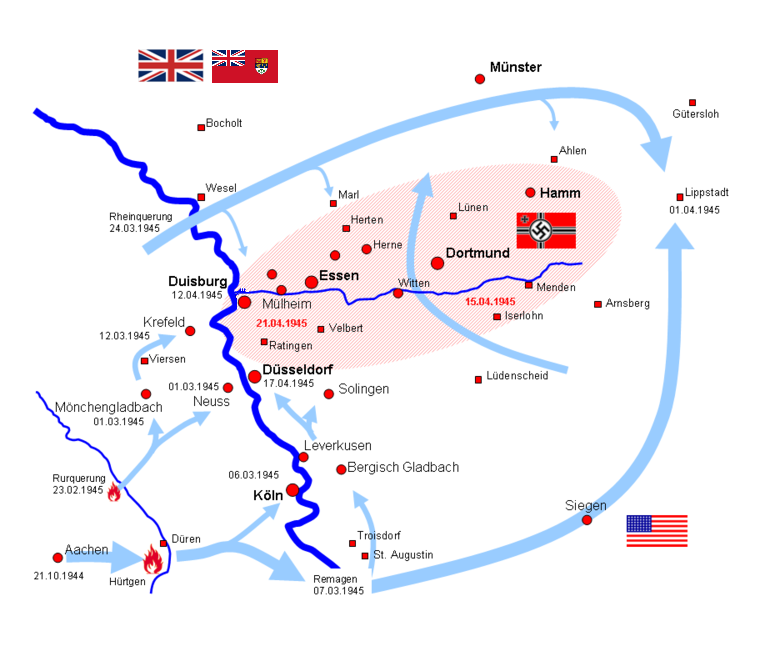
1945: Ruhrkessel

- 1945: US-Truppen schließen bei Lippstadt den Ruhrkessel. Die Kesselschlacht dauert bis zum 21. April.
- 1946: Auf Druck Großbritanniens unter Federführung von Harold MacMichael wird die Malaiische Union als Zusammenschluss der Föderierte Malaiischen Staaten und der Straits Settlements gegründet. Sie wird nur bis zum 31. Januar 1948 Bestand haben.
- 1946: Die amerikanischen Besatzungsbehörden gründen in der amerikanischen Besatzungszone in Deutschland die Organisation Gehlen. Erster Leiter des mit deutschem Personal besetzten Nachrichtendienstes wird Generalmajor Reinhard Gehlen.
- 1948: Mit dem Inkrafttreten des Gesetzes über die Autonomie der Färöer erhalten die Färöer von Dänemark eine weitgehende Selbstbestimmung in allen inneren Angelegenheiten.
- 1953: In der Bundesrepublik Deutschland sind Männer und Frauen nach Artikel 3 Absatz 2 i. V. m. Artikel 117 Absatz 1 des Grundgesetzes gleichberechtigt, obwohl der Gesetzgeber die fristgerechte Umsetzung eines Gleichberechtigungsgesetztes versäumt hat. Erst 1958 tritt dieses in Kraft.
- 1955: Die zypriotische Widerstandsorganisation EOKA unter Georgios Grivas beginnt einen Aufstand gegen die britische Besetzung der Insel mit dem Ziel der Enosis, der Einheit mit Griechenland.
- 1956: Die Organisation Gehlen wird mit ihrem Leiter Reinhard Gehlen unter dem Namen Bundesnachrichtendienst in den Dienst der Bundesrepublik Deutschland übernommen.
- 1957: Die ersten Wehrpflichtigen werden zur deutschen Bundeswehr einberufen.
- 1963: In Neu-Delhi wird die indische Bundespolizeibehörde Central Bureau of Investigation (CBI) offiziell gegründet.
- 1969: In Peking beginnt der vom Militär dominierte IX. Parteitag der Kommunistischen Partei Chinas. Marschall Lin Biao wird zum alleinigen Stellvertreter und designierten Nachfolger von Parteichef Mao Zedong bestimmt.
- 1970: In der Bundesrepublik Deutschland wird die einheitliche Freiheitsstrafe anstelle der bisherigen Strafarten Zuchthaus, Gefängnisstrafe, Einschließung und Haftstrafe eingeführt.

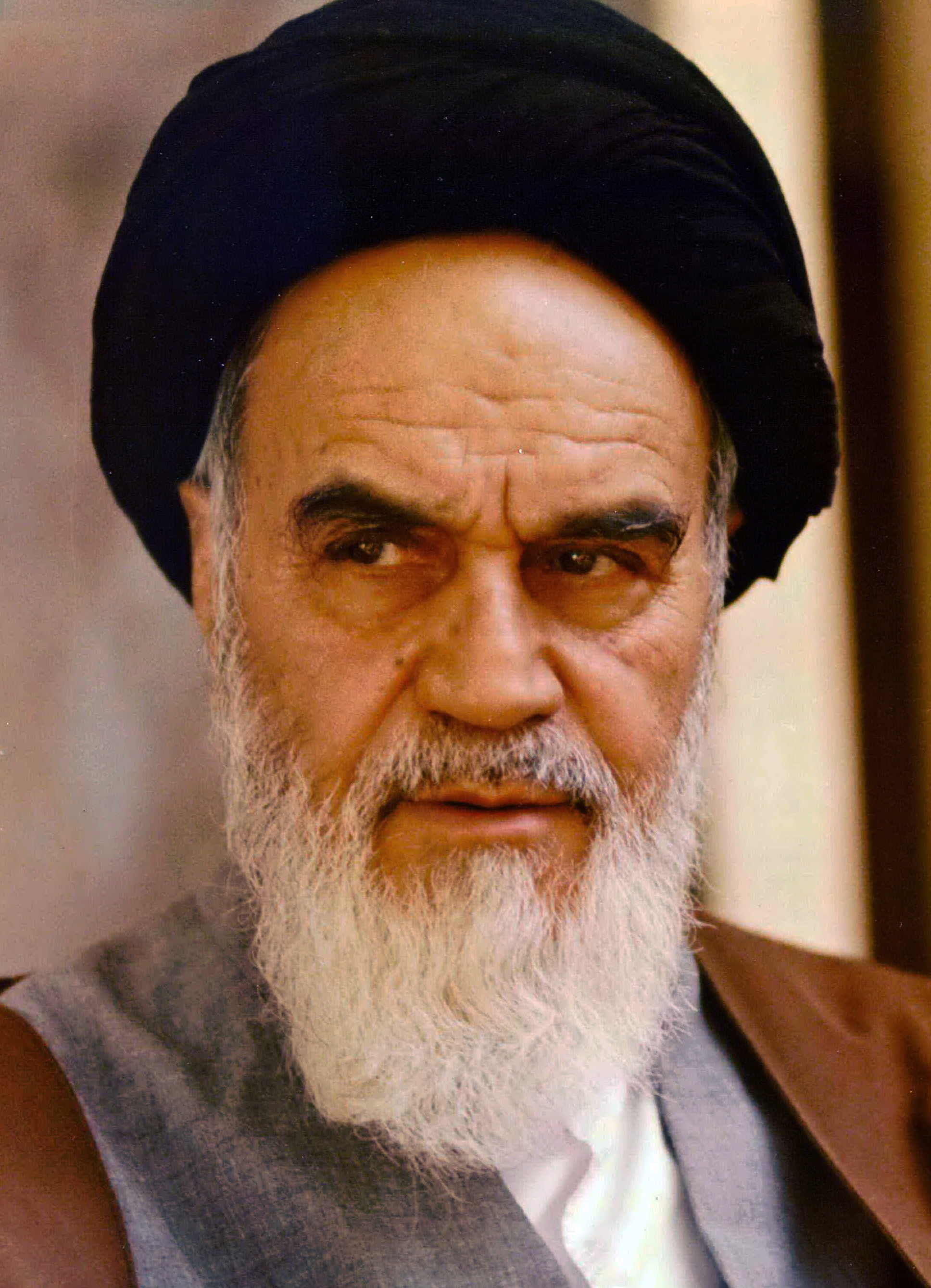
1979: Ayatollah Chomeini

- 1979: Nach dem Sturz von Schah Mohammad Reza Pahlavi wird Ayatollah Khomeini „Oberster Führer“ der neuen Islamischen Republik Iran.
- 1989: In Wien findet die Bestattung von Österreichs letzter Kaiserin Zita von Bourbon-Parma statt.
- 1990: Ibrahim Böhme tritt als Vorsitzender der Sozialdemokratischen Partei in der DDR zurück.
- 1991: Detlev Rohwedder, Chef der Berliner Treuhandanstalt, wird in seinem Düsseldorfer Wohnhaus, vermutlich von der Rote Armee Fraktion (RAF), erschossen. Zur Tat bekennt sich ein „Kommando Ulrich Wessel“.
- 1994: Die am 23. März ausgesprochene Beförderung Verena von Weymarns durch Bundesverteidigungsminister Volker Rühe zum Generalarzt tritt in Kraft. Damit ist sie der erste weibliche General in der deutschen Militärgeschichte.
- 1997: Die Volksrepublik China und Taiwan nehmen erstmals offiziell direkten Schiffsverkehr zueinander auf.

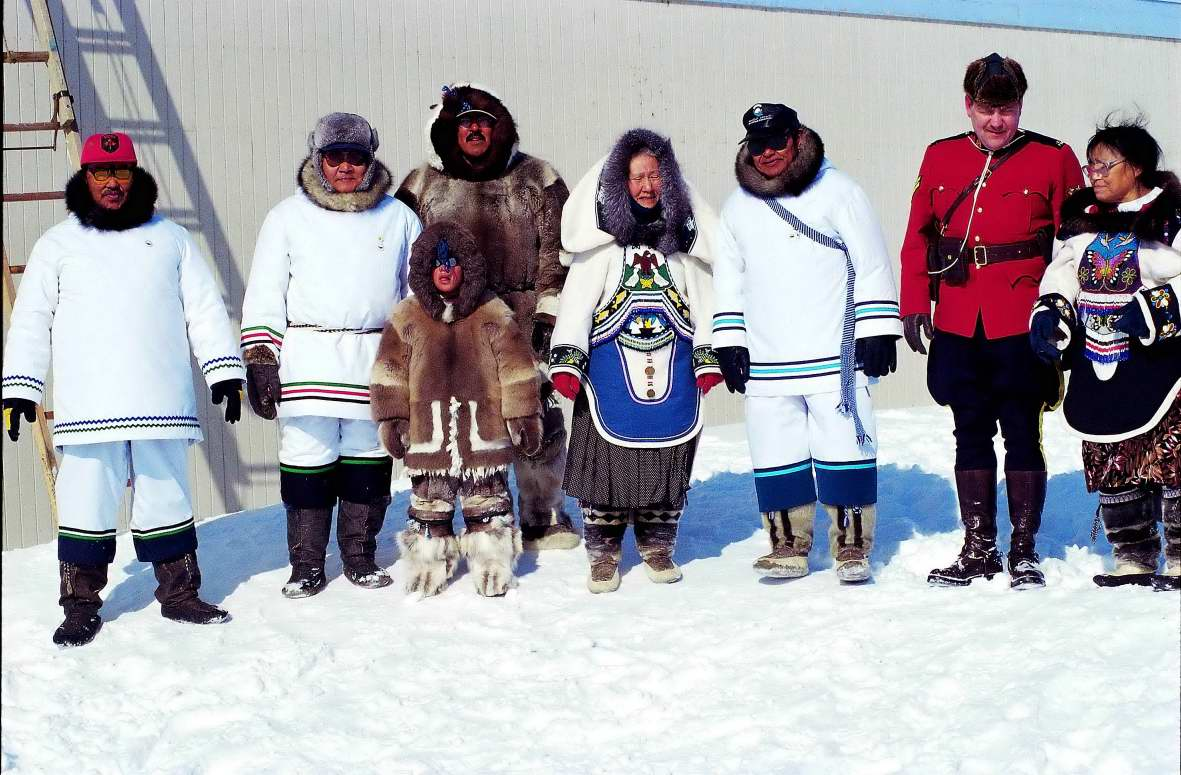
1999: Feierlichkeiten bei der Gründung Nunavuts

- 1999: Mit dem Inkrafttreten des Nunavut Act wird das kanadische Territorium Nunavut von den Nordwest-Territorien abgetrennt. Die Regierung unter Jean Chrétien will damit den Inuit, die die Mehrheit in diesem Territorium bilden, eine relative Autonomie ermöglichen.
- 2001: Der wegen Kriegsverbrechen während der Jugoslawienkriege vom Internationalen Strafgerichtshof für das ehemalige Jugoslawien gesuchte Slobodan Milošević wird in Belgrad verhaftet.
- 2013: In Deutschland treten die Neufassungen der Straßenverkehrs-Ordnung und der Bußgeldkatalog-Verordnung in Kraft.
- 2018: Im zweiten Wahlgang der Präsidentschaftswahl in Costa Rica wird Carlos Alvarado Quesada von der Partido Acción Ciudadana zum neuen Staatspräsidenten mit knapp 61 Prozent der Stimmen gewählt.
- 2024: In Deutschland tritt das Cannabisgesetz in Kraft.

### Wirtschaft
- 1814: In Londoner Straßen brennen die ersten Gaslaternen.

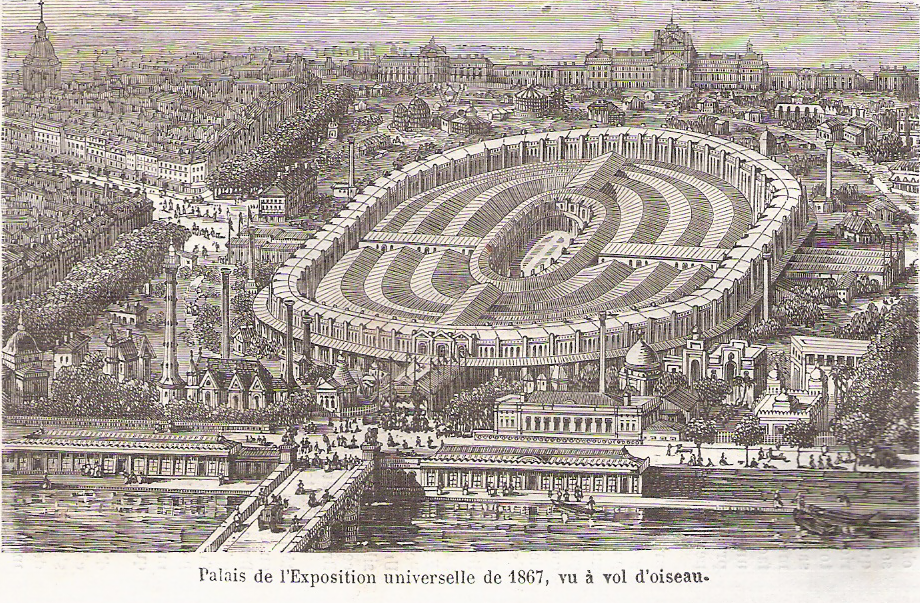
1867: Palast der Weltausstellung

- 1867: In Paris öffnet die auf einem Beschluss Kaiser Napoleons III. basierende Weltausstellung ihre Tore.
- 1876: Benno Orenstein und Arthur Koppel gründen ein Maschinenbau-Unternehmen, das sich als Orenstein & Koppel einen Namen macht.
- 1881: Das erste Telefonnetz Deutschlands wird in Berlin mit 48 Teilnehmern in Betrieb genommen.
- 1891: In Chicago gründet William Wrigley junior das Seifen- und Backpulverunternehmen Wm. Wrigley Jr. Company.
- 1900: Die Briefzustellung in Deutschland wird als Monopol der Reichspost anvertraut, die private Beförderung örtlicher Sendungen verboten.
- 1905: Mit dem preußischen Wassergesetz wird der Bau des Mittellandkanals zwischen Rhein und Elbe beschlossen.
- 1924: Die belgische Fluglinie Sabena führt ihren ersten kommerziellen Flug durch. Er führt von Rotterdam nach Straßburg mit Zwischenstopp in Brüssel.
- 1927: Die IG Farben beginnt mit der großtechnischen Produktion des Leuna-Benzins, dem weltweit ersten synthetischen Kraftstoff.
- 1928: Hub van Doorne gründet in Eindhoven ein Unternehmen, aus dem der Automobilproduzent DAF hervorgeht.
- 1934: Durch den Zusammenschluss dreier Eisenbahnunternehmen auf der dänischen Ostseeinsel Bornholm entstehen De Bornholmske Jernbaner.
- 1935: Die Reserve Bank of India, die indische Zentralbank, wird gegründet.
- 1938: In der Schweiz wird erstmals der von Nestlé hergestellte Instantkaffee Nescafé verkauft.
- 1941: Das Gemeinschaftswerk der Deutschen Arbeitsfront (GW) übernimmt unter dem Firmenmantel der GEG den Geschäftsbetrieb von Konsumgenossenschaften und ihren Großeinkaufsgesellschaften.

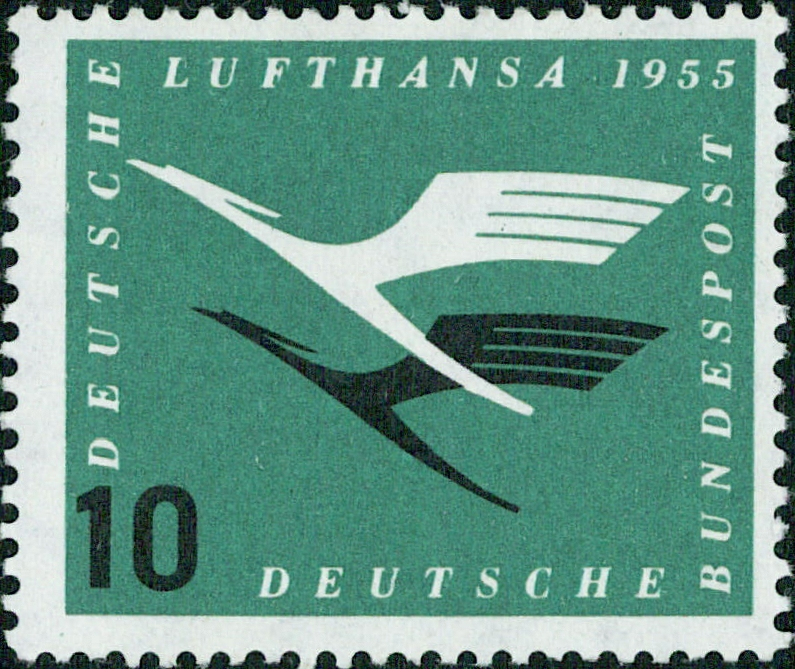
1955: Lufthansa-Briefmarke

- 1955: Die Deutsche Lufthansa nimmt mit vier Convair CV-340-Maschinen den seit Kriegsende ruhenden Linienflugverkehr in Westdeutschland wieder auf.

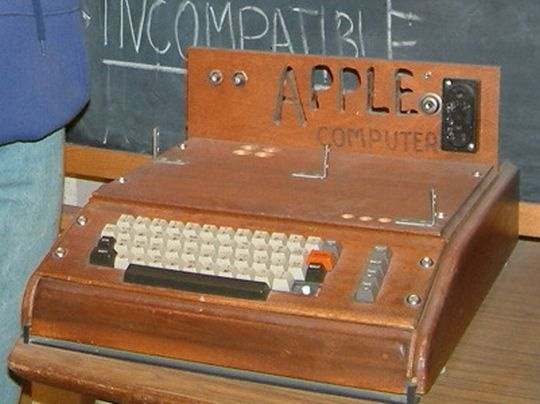
1976: Apple I

- 1976: Die Mitglieder des Homebrew Computer Club, Steve Jobs, Steve Wozniak und Ron Wayne, gründen das Unternehmen Apple und stellen ihren ersten Computer vor, den ersten Einplatinencomputer Apple I.
- 1997: Die deutschen Stahlkonzerne Thyssen und Krupp-Hoesch fusionieren zur Thyssenkrupp AG.
- 2000: Für britisches Rindfleisch wird die XEL-Kennung vorgeschrieben.

### Wissenschaft und Technik

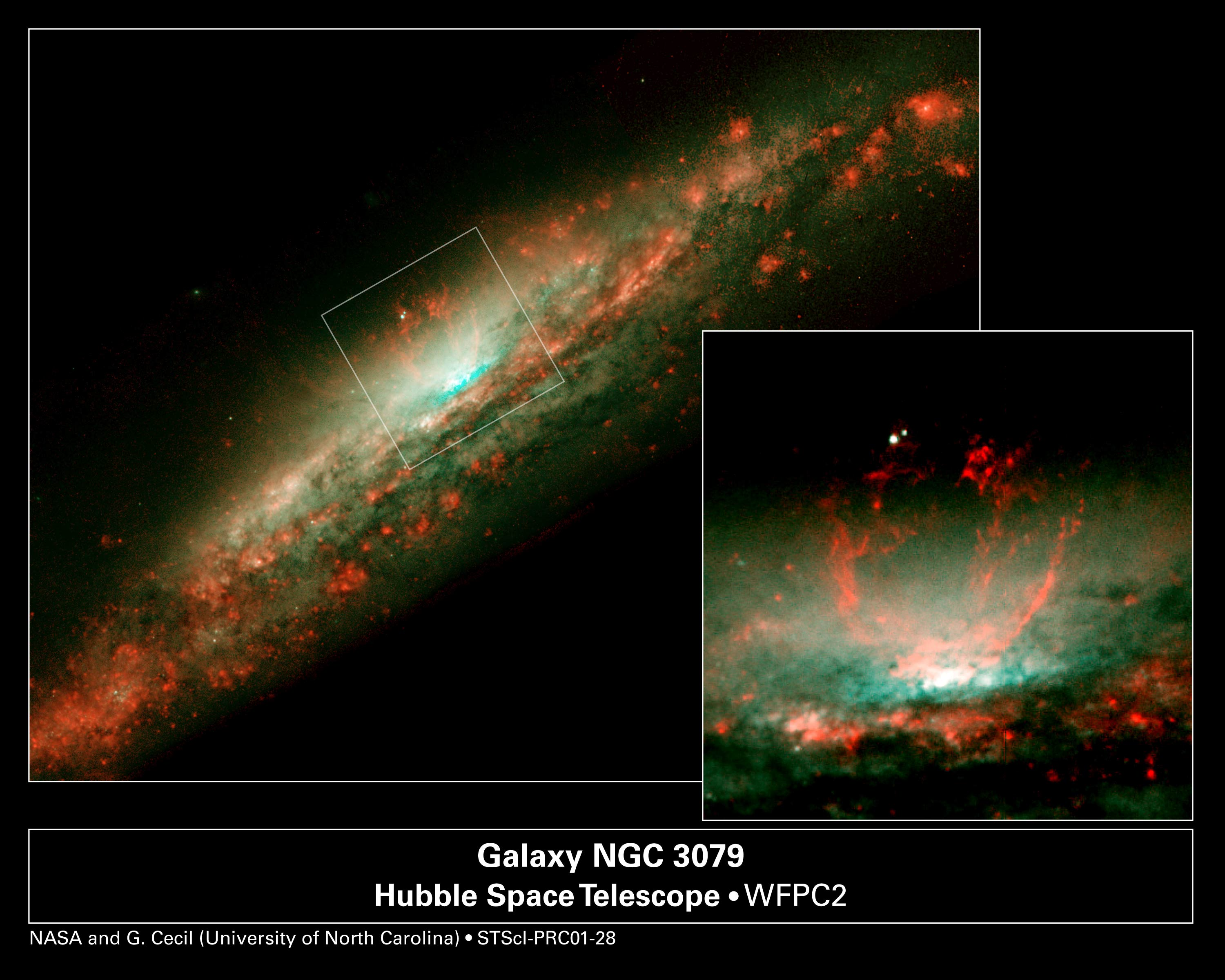
1790: Galaxie NGC 3079

- 1790: Der deutsch-britische Astronom Wilhelm Herschel entdeckt bei Himmelsbeobachtungen die Balkenspiralgalaxie NGC 3079.

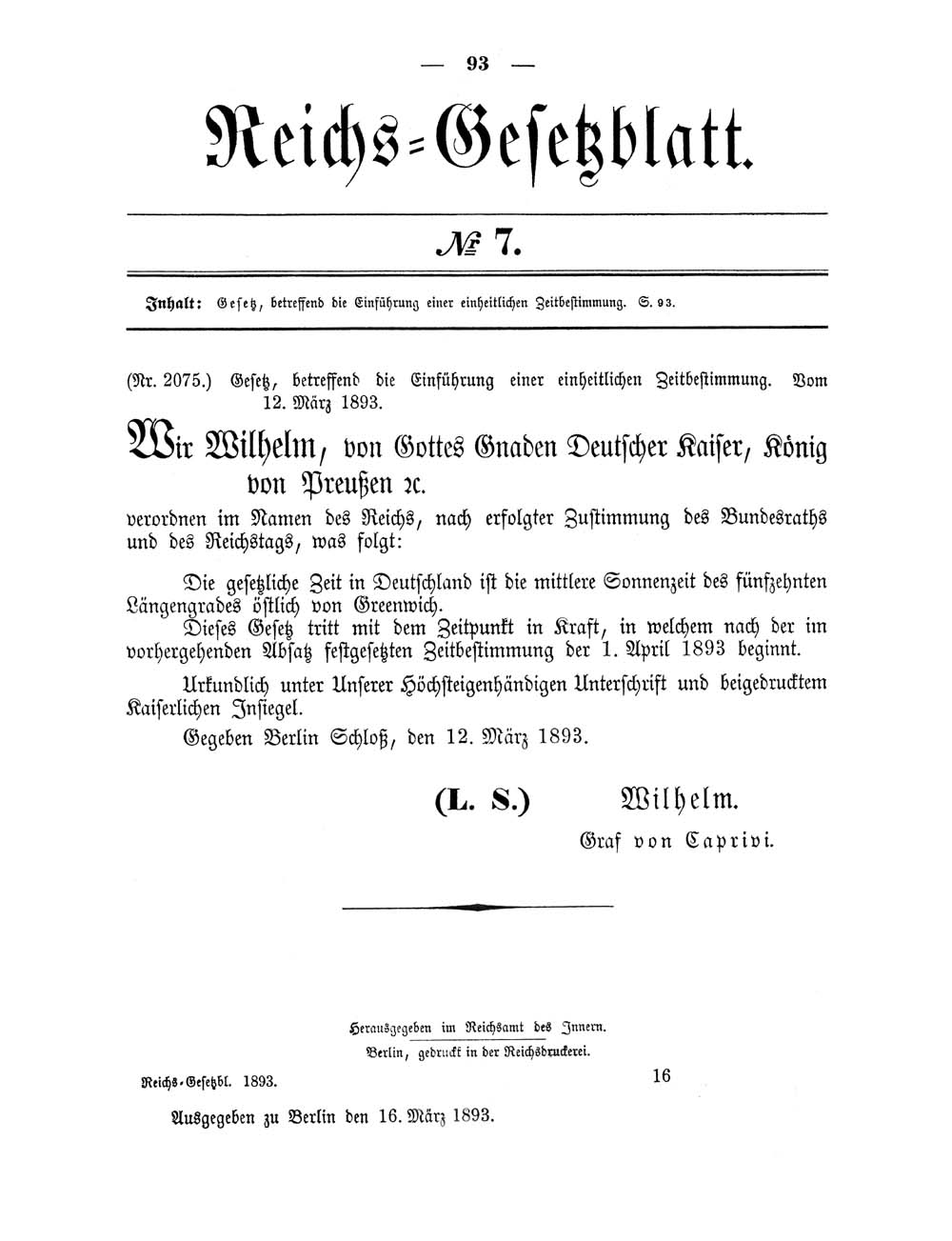
1893: Reichsgesetzblatt zur MEZ

- 1893: Das Gesetz betreffend die Einführung einer einheitlichen Zeitbestimmung tritt in Kraft. Damit wird die „mittlere Sonnenzeit des fünfzehnten Längengrades östlich von Greenwich“ als einheitliche Uhrzeit in ganz Deutschland eingeführt. Zweck ist die genaue Regulierung des Fahrplanes der Eisenbahn.
- 1894: Der Höhlenforscher Max Brunello entdeckt die Lurgrotte, Österreichs größte Wasserhöhle.
- 1910: Das Institut für Vogelforschung wird als Vogelwarte Helgoland innerhalb der Preußischen Biologischen Anstalt auf Helgoland gegründet. Sein Aufgabenschwerpunkt ist die Erforschung des Vogelzugs auf der Insel.
- 1921: Der französischen Pilotin Adrienne Bolland gelingt der erste Alleinflug einer Frau über die Anden. Mit einer Caudron G-III bewältigt sie die Flugroute vom argentinischen Mendoza nach Santiago de Chile in 4:17 Stunden.
- 1939: In Wilhelmshaven läuft das größte deutsche Schlachtschiff Tirpitz in Anwesenheit Adolf Hitlers vom Stapel und wird von der Tochter des Namensgebers, Inge von Hassel, getauft.
- 1960: In den Vereinigten Staaten wird der erste Satellit der TIROS-Serie gestartet. Tiros 1 hilft bei der Bestimmung und Vorhersage der Großwetterlage und überträgt Aufnahmen der Wolkendecke zur Erde.
- 1972: Das US-Unternehmen Intel stellt seinen ersten 8-Bit-Prozessor, den Intel 8008, vor.

### Kultur

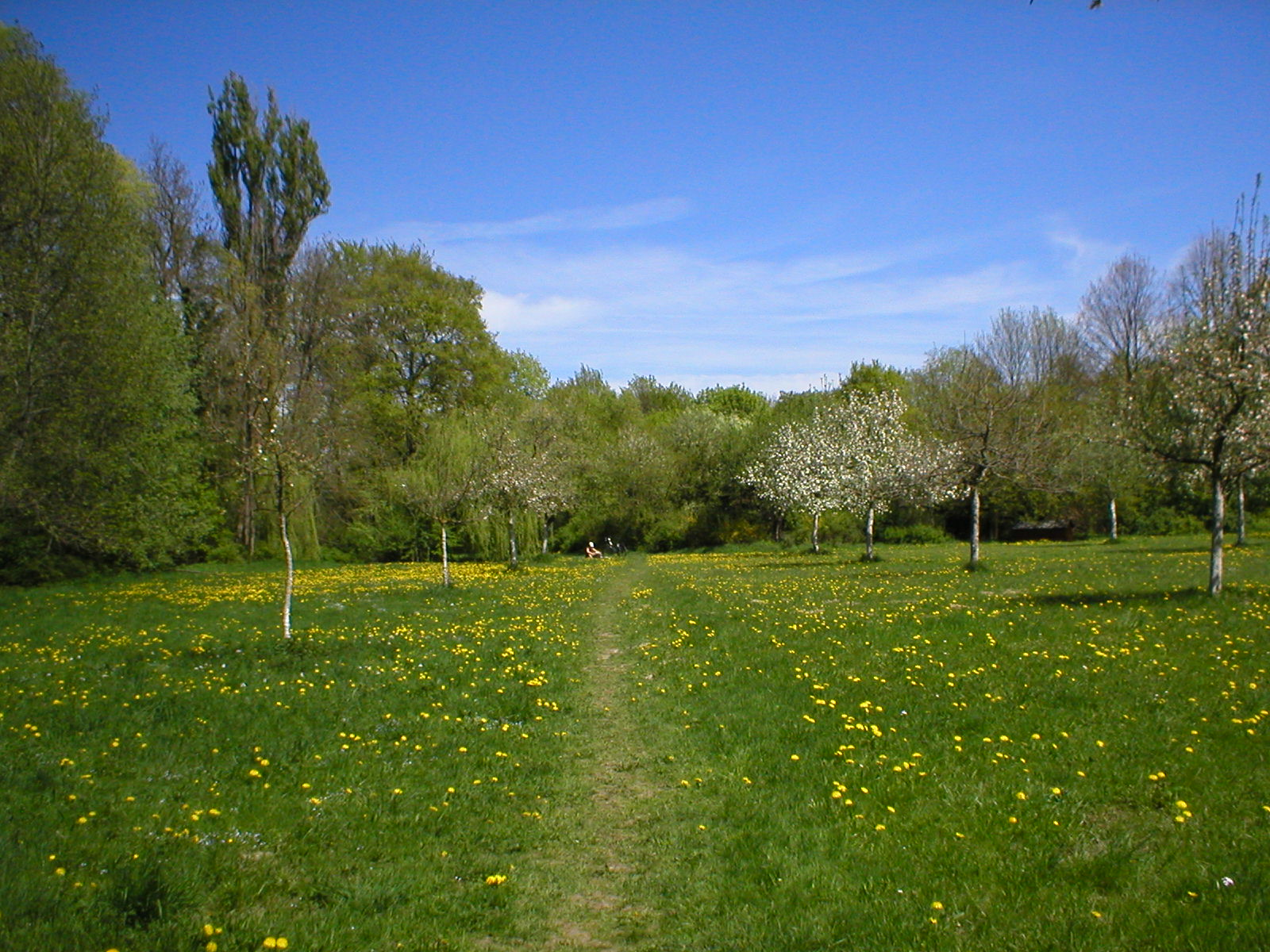
1792: Englischer Garten

- 1792: Der von Friedrich Ludwig Sckell im Stil englischer Landschaftsgärten geplante Englische Garten in München wird vom bayrischen Kurfürsten Karl Theodor für das Publikum freigegeben.
- 1867: In Paris wird der Parc des Buttes-Chaumont, ein Volkspark englischen Stils, eröffnet.
- 1871: Im Teatro La Fenice in Venedig findet die Uraufführung der Oper Linda d’Ispahan von Gian Francesco Malipiero statt.
- 1873: Das Streichquartett e-Moll, das einzige Streichquartett von Giuseppe Verdi, hat seine Uraufführung im privaten Rahmen in der Empfangshalle des Albergo della crocelle in Neapel. Es ist das einzige italienische Kammermusikwerk des 19. Jahrhunderts, das sich im Konzertrepertoire halten kann.
- 1895: Die komische Oper La Vivandière von Benjamin Godard wird nach dem Tod des Komponisten an der Opéra-Comique in Paris uraufgeführt.

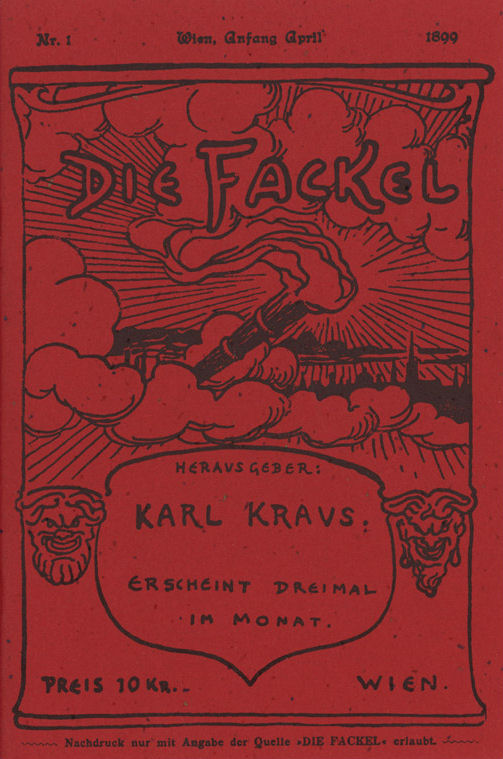
1899: Erstausgabe Die Fackel

- 1899: In Wien erscheint die erste Nummer der Zeitschrift Die Fackel, herausgegeben von dem 24-jährigen Karl Kraus, in einer Auflage von 30.000 Exemplaren.
- 1901: In Schwerin wird das von Wilhelm Wandschneider entworfene und modellierte Bismarckdenkmal als Landesdenkmal des Großherzogtums Mecklenburg-Schwerin enthüllt.
- 1907: Saturn-Film, die erste österreichische Filmproduktionsgesellschaft, schaltet in einer Filmzeitschrift erstmals Inserate für ihre „pikanten Herrenabendfilme“.
- 1914: An der Hofoper in Wien wird die Oper Notre Dame von Franz Schmidt nach dem Roman Der Glöckner von Notre-Dame von Victor Hugo mit großem Erfolg uraufgeführt.

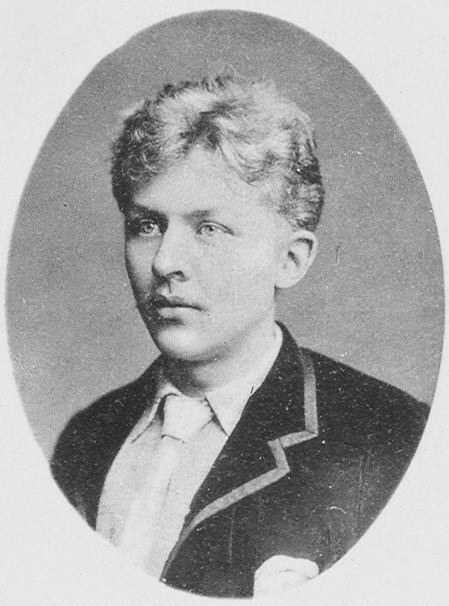
1916: Jan Brandts Buys

- 1916: Die Schneider von Schönau, eine komische Oper in drei Akten des niederländischen Komponisten Jan Brandts-Buys mit dem Libretto von Ignaz Michael Welleminsky, wird an der Dresdner Hofoper uraufgeführt. Die Oper verschafft dem Komponisten einen internationalen Erfolg.
- 1923: Die Operette Mädi von Robert Stolz erlebt ihre Uraufführung im Berliner Theater in Berlin. Das Textbuch stammt von Alfred Grünwald und Leo Stein.
- 1924: Max Reinhardt übernimmt das neu eröffnete Wiener Theater in der Josefstadt.
- 1930: Der deutsche Spielfilm Der blaue Engel unter der Regie von Josef von Sternberg mit Marlene Dietrich in der Hauptrolle wird in Berlin uraufgeführt. Das Drehbuch stammt von Carl Zuckmayer, Karl Gustav Vollmoeller und Robert Liebmann nach dem Roman Professor Unrat von Heinrich Mann.
- 1932: Das der Operette nahestehende Singspiel Wenn die kleinen Veilchen blühen von Robert Stolz wird am Prinzessin-Theater in Den Haag uraufgeführt.
- 1937: Amelia al ballo, eine groteske Oper von Gian Carlo Menotti, wird an der Academy of Music in Philadelphia uraufgeführt.
- 1943: Die Oper Das Schloß Dürande von Othmar Schoeck mit dem Libretto von Hermann Burte nach der gleichnamigen Novelle von Joseph von Eichendorff wird an der Staatsoper Unter den Linden in Berlin uraufgeführt.
- 1954: An der City Centre Opera in New York City erfolgt die Uraufführung der Oper The Tender Land von Aaron Copland.

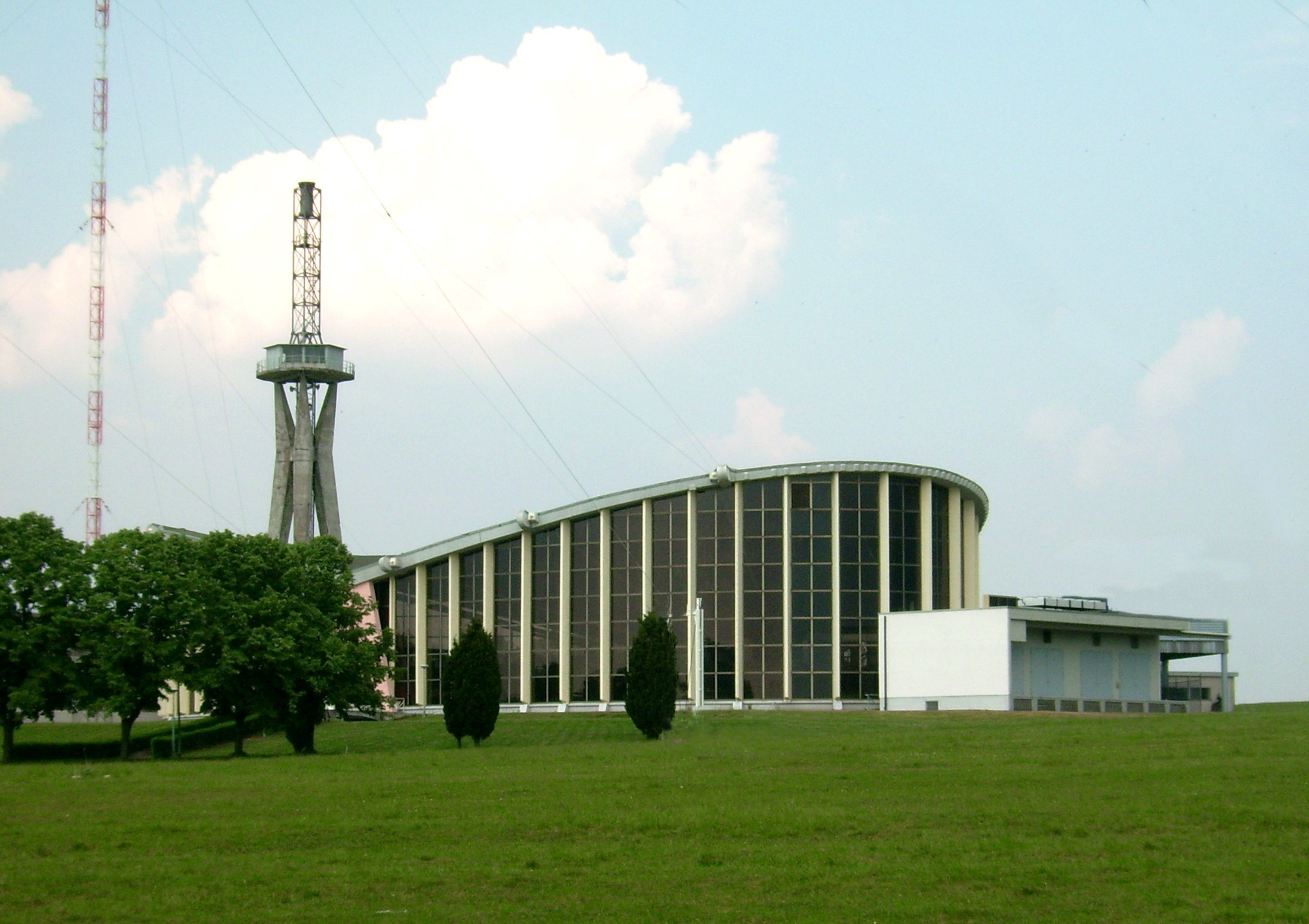
1955: Die Sendeanlage Felsberg-Berus

- 1955: In Felsberg-Berus nimmt der französischsprachige Privatsender Europe 1 den Sendebetrieb auf. Der Sender Felsberg-Berus verdankt seine Existenz dem Sonderstatut des Saarlandes in den 1950er-Jahren.
- 1957: Das BBC-Fernsehmagazin Panorama strahlt als Aprilscherz die Mockumentary Spaghetti Harvest über die Spaghetti-Ernte im Schweizer Tessin aus.
- 1963: Das Zweite Deutsche Fernsehen (ZDF) startet nach mehreren Tagen mit Versuchssendungen in Mainz offiziell sein bundesweites Fernsehprogramm.
- 1971: Bayern 3 startet in München als Service-Welle, vorwiegend für Autofahrer, seine Sendungen.
- 1975: ORF eins strahlt die erste Folge seiner täglichen Kindersendung Am dam des aus, die bis 1993 laufen wird.
- 1990: Mit Radio Duisburg startet der private lokale Hörfunk in Nordrhein-Westfalen
- 1995: Der vorwiegend auf ein jüngeres Publikum ausgerichtete WDR-Hörfunksender 1 Live geht auf Sendung.

### Gesellschaft

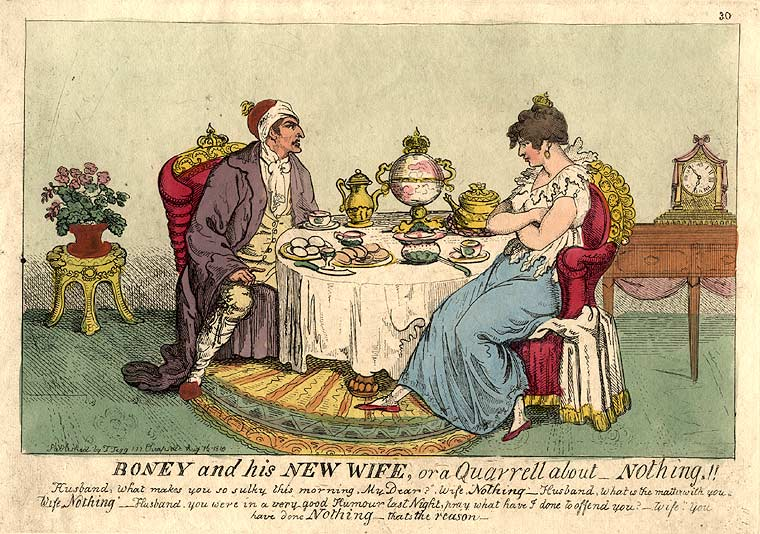
1810: Napoleon und Marie-Louise (zeitgenöss. Karikatur)

- 1810: Napoleon Bonaparte heiratet nach der Scheidung von Joséphine de Beauharnais in der Kapelle des Pariser Louvre die Habsburgerin Marie-Louise von Österreich.
- 1989: Die im 97. Lebensjahr in Zizers (Schweiz) verstorbene österreichische Ex-Kaiserin Zita von Bourbon-Parma wird in der Wiener Kapuzinergruft beigesetzt.
- 2001: Die Niederlande sind das erste Land der Welt, das die Ehe für gleichgeschlechtliche Paare öffnet. Der Bürgermeister von Amsterdam, Job Cohen, traut kurz nach Mitternacht drei männliche und ein weibliches Paar.
- 2002: Mit dem Inkrafttreten des von Gesundheitsministerin Els Borst vorgelegten Gesetzes werden die Niederlande das erste Land der Welt, das Sterbehilfe unter bestimmten Voraussetzungen zulässt.

### Religion

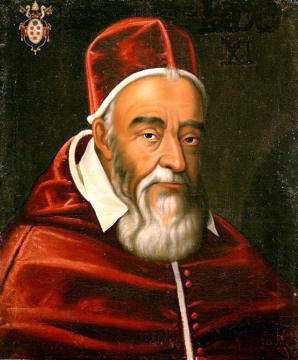
1605: Leo XI.

- 1605: Alessandro Ottaviano de’ Medici wird vom Konklave als Nachfolger von Clemens VIII. zum Papst gewählt und nimmt den Namen Leo XI. an.
- 1934: Papst Pius XI. spricht den italienischen Priester und Sozialpädagogen Don Bosco, Gründer der Salesianischen Mitarbeiter Don Boscos, heilig.
- 2002: In Irland tritt Bischof Brendan Comiskey zurück und räumt ein, dass er im Fall des sexuellen Missbrauchs an Kindern durch einen Priester seiner Diözese härter hätte durchgreifen müssen.
- 2005: Rosemarie Wenner wird als Nachfolgerin von Walter Klaiber Bischöfin der Evangelisch-methodistischen Kirche Deutschlands. Sie ist die erste Frau außerhalb der USA, die dieses Amt innehat.

### Katastrophen

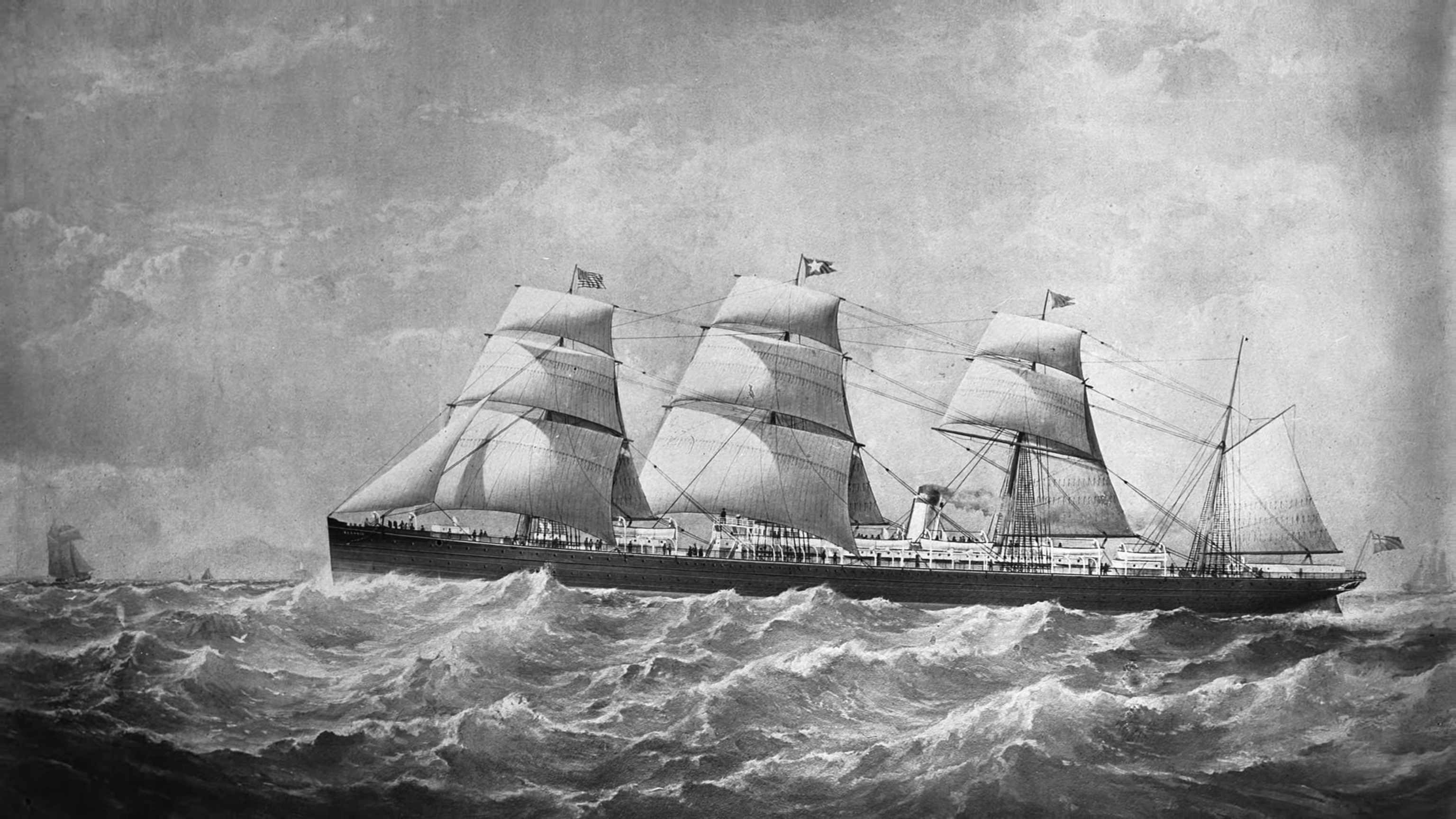
1873: Atlantic

- 1873: Beim Untergang des Passagierdampfers Atlantic der britischen White Star Line vor der Küste von Nova Scotia (Kanada) kommen 545 Passagiere und Besatzungsmitglieder ums Leben. Es handelt sich um das bis dahin schwerste Schiffsunglück auf dem Nordatlantik.
- 1946: Die Stadt Hilo auf Hawaiʻi wird von einem Tsunami heimgesucht, den ein Erdbeben in der Nähe der Aleuten ausgelöst hat. 159 Menschen sterben, als eine 14 Meter hohe Flutwelle das Land überspült.

Kleinere Unglücksfälle sind in den Unterartikeln von Katastrophe und in der Liste von Katastrophen aufgeführt.

### Sport
- 1888: Der Rotterdamsche Cricket & Football Club Sparta wird gegründet, aus dem später der Fußballverein Sparta Rotterdam hervorgeht.
- 1923: Der Schweizer Radrennfahrer Heiri Suter gewinnt das Eintagesrennen Paris–Roubaix, zwei Wochen zuvor gewann er bereits die Flandern-Rundfahrt. Er ist der erste Fahrer, der innerhalb eines Jahres die beiden Radsportklassiker gewinnt.
- 1953: Die paraguayische Fußballnationalmannschaft gewinnt in Peru zum ersten Mal die Copa América. Paraguay schloss zuvor die Endrunde punktegleich mit Brasilien ab, das Entscheidungsspiel um den Titel konnten sie mit 3:2 gewinnen.
- 1998: Der „Torfall von Madrid“ kurz vor Anpfiff des Champions-League-Spiels zwischen Real Madrid und Borussia Dortmund im Santiago-Bernabéu-Stadion verzögert den Spielbeginn um 70 Minuten.
- 2007: Die Volleyballer des VfB Friedrichshafen gewinnen das Finale der Champions League gegen die französische Mannschaft Tours Volley-Ball mit 3:1. Dies ist der bisher größte Erfolg einer deutschen Volleyball-Vereinsmannschaft.

Einträge von Leichtathletik-Weltrekorden befinden sich unter der jeweiligen Disziplin unter Leichtathletik.

## Geboren

### Vor dem 18. Jahrhundert
- 1220: Go-Saga, japanischer Tenno
- 1287: Margaret de Clare, anglo-irische Adelige
- 1470: Andrea Briosco, italienischer Bildhauer, Goldschmied und Medailleur
- 1543: François de Bonne, duc de Lesdiguières, französischer Heerführer und Stallmeister, Gouverneur und Marschall von Frankreich

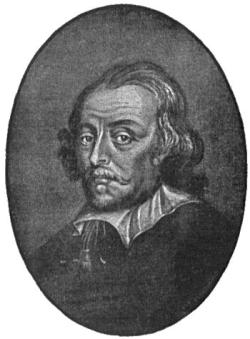
William Harvey (* 1578)

- 1578: William Harvey, britischer Arzt und Anatom
- 1594: Carlo Ridolfi, venezianischer Maler und Künstlerbiograph
- 1594: Tomasz Zamoyski, polnischer Adeliger und Staatsmann
- 1600: Reinhold von Derschau, deutscher Jurist
- 1606: Ernst Christoph, Graf von Rietberg
- 1607: Marie Eleonore von Brandenburg, Prinzessin von Brandenburg und Pfalzgräfin
- 1613: Giulio Bartolocci, italienischer Theologe
- 1614: Martin Schoock, niederländischer Polyhistor
- 1616: Christian Günther II., Fürst von Schwarzburg-Sondershausen zu Arnstadt
- 1621: Tegh Bahadur, Guru der Sikhs
- 1624: Marija Iljinitschna Miloslawskaja, russische Zarin

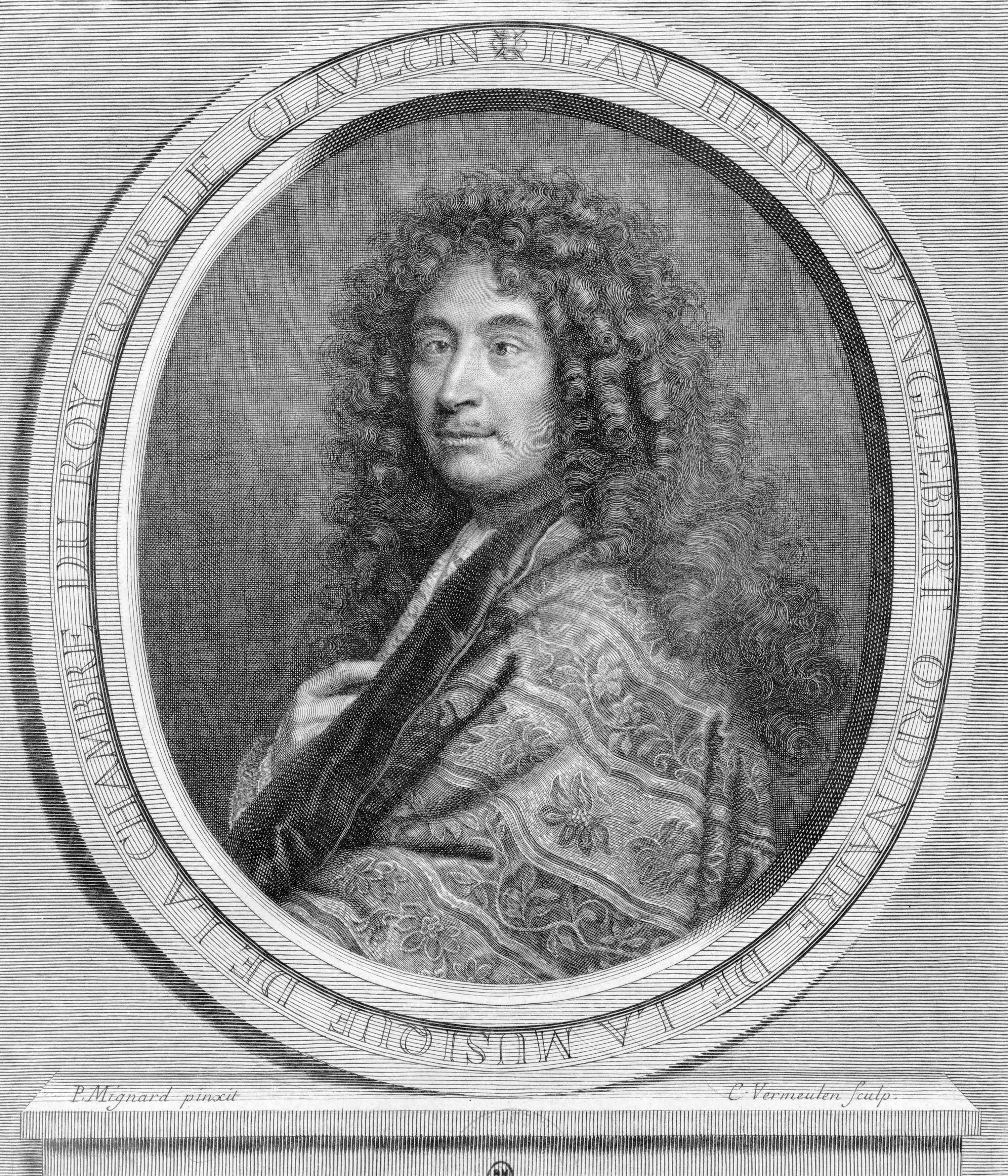
Jean-Henri d’Anglebert (* 1629)

- 1629: Jean-Henri d’Anglebert, französischer Komponist, Cembalist und Organist
- 1630: Jacob Boreel, niederländischer Aristokrat, Diplomat und Staatsmann
- 1633: Franz Werner Kirchhofer, deutscher Kaufmann und Ratsherr
- 1640: Georg Mohr, dänischer Mathematiker
- 1642: Wenzel Norbert Octavian Graf Kinsky, böhmischer Beamter
- 1643: Christian Demelius, deutscher Komponist
- 1643: Nikolaus Christoph Lyncker, deutscher Professor, Reichshofrat
- 1646: Hermann Otto II. von Limburg-Styrum, kaiserlicher Generalfeldmarschall
- 1647: John Wilmot, 2. Earl of Rochester, englischer Dichter
- 1649: Jakob Marell, deutscher Jesuit
- 1656: Ludwig Friedrich zu Wied, deutscher Soldat, Hofbeamter und Graf
- 1660: Franz Beer, österreichischer Architekt und Baumeister
- 1670ː Rosina Dorothea Schilling-Ruckteschel, pietistische Schriftstellerin
- 1672: Ludwig Joseph d’Albert de Luynes von Grimbergen, bayerischer Diplomat
- 1682: Johann Christian Petersen (der Ältere), deutscher Professor
- 1688: Maur Dantine, belgischer Benediktiner der Mauriner-Kongregation und Chronist
- 1692: Wilhelm, paragierter Landgraf von Hessen-Philippsthal-Barchfeld
- 1693: Melusina von der Schulenburg, Countess of Walsingham, deutsch-englische Adelige
- 1696: Gotthilf August Francke, deutscher Theologe und Pädagoge
- 1697: Antoine-François Prévost, französischer Schriftsteller
- 1698: Gisbert Matthias Elsner, deutscher reformierter Theologe
- 1700: Ulrich von Löwendal, deutscher Feldherr und Marschall von Frankreich

### 18. Jahrhundert
- 1701: Friedrich von Schleswig-Holstein-Sonderburg-Glücksburg, königlich-dänischer General
- 1703: Franz Peter von Paur, Reichsritter und kurfürstlich-bayerischer Hofkammerrat
- 1704: Amalie Sophie von Wallmoden, deutsche Adelige und Mätresse des britischen Königs George II.
- 1706: Christian Friedrich Boetius, deutscher Maler, Zeichner und Kupferstecher
- 1707: Franz de Paula Penz, österreichischer Pfarrer und Kirchenbaumeister
- 1710: Johann Georg Clement, deutscher Kirchenmusiker und Komponist
- 1712: Mathias Gerl, österreichischer Architekt und Baumeister
- 1719: Johann Ludwig von Le Coq, sächsischer Generalleutnant
- 1721: Pieter Hellendaal, niederländischer Komponist, Organist und Violinist
- 1721: Karl Maria Raimund, österreichischer Adliger und Offizier, Herzog von Arenberg, Feldzeugmeister und -marschall
- 1721: David-Philippe de Treytorrens, Schweizer Offizier in fremden Diensten und Kaufmann
- 1723: Johann Samuel Wiesner, deutscher Theologe, Pädagoge und Orientalist

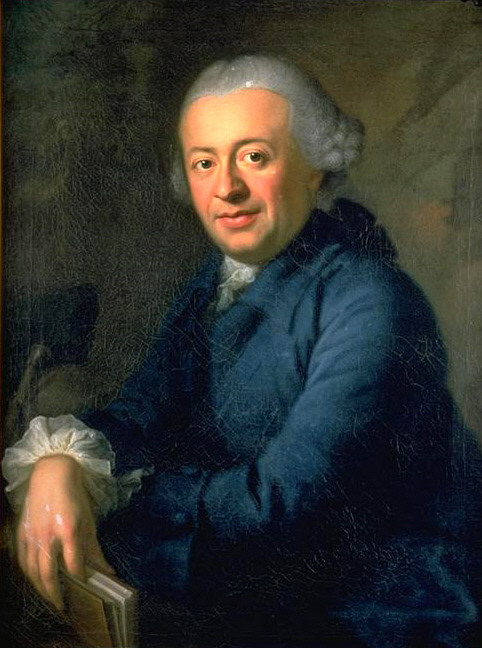
Salomon Gessner (* 1730)

- 1730: Salomon Gessner, Schweizer Idyllendichter, Maler und Grafiker
- 1732: Lambertus Bicker, niederländischer Mediziner
- 1734: Scipione Borghese, italienischer Kardinal
- 1738: Juraj Papánek, slowakischer Geistlicher und Historiker
- 1740: Johann Michael Lobstein, deutscher Theologe
- 1741: George Dance der Jüngere, britischer Architekt, Vermesser und Maler
- 1741: Johann Friedrich von Kageneck, österreichischer Botschafter
- 1742 oder 1744: Carl Philipp Cassel, deutscher Kapitän, Kaufmann, Reeder und Konsul
- 1742: Bon-Joseph Dacier, französischer Gräzist und Mitglied der Académie française
- 1742: Johann Heinrich Waser, Schweizer Pfarrer, Statistiker, Volkswirt und Aufklärer
- 1743: William Hindman, US-amerikanischer Jurist und Politiker
- 1744: Vicente Alexandre de Tovar, brasilianischer Geistlicher
- 1745: Johann La Roche, österreichischer Schauspieler
- 1746: Jean-Étienne-Marie Portalis, französischer Jurist, Rechtsphilosoph und Kultusminister
- 1750: Étienne André François de Paule Fallot de Beaumont de Beaupré, französischer Geistlicher, Bischof von Vaison, Gent und Piazenca, Erzbischof von Bourges
- 1750: Hugo Kołłątaj, polnischer Politiker und Publizist
- 1751: Joseph Lange, deutscher Schauspieler, Maler, Komponist und Schriftsteller
- 1752: Pascual Ruiz Huidobro, spanischer Militär und Politiker, Gouverneur von Montevideo
- 1753: Karl von Ingersleben, Oberpräsident des preußischen Großherzogtums Niederrhein, der Provinzen Pommern und Jülich-Kleve-Berg sowie der Rheinprovinz
- 1753: Joseph de Maistre, savoyischer Staatsmann, Schriftsteller und politischer Philosoph
- 1754: Ewald Georg von Massow, preußischer Politiker, Staatsminister, Oberlandeshauptmann von Schlesien
- 1755: Jean Anthelme Brillat-Savarin, französischer Schriftsteller, Philosoph und Gastrosoph
- 1756: Paul Wolfgang Merkel, deutscher Kaufmann und Politiker, MdL
- 1757: Gustaf Mauritz Armfelt, finnisch-schwedischer Staatsmann, Militär und Diplomat
- 1757: Fabrizio Sceberras Testaferrata, maltesischer Geistlicher, päpstlicher Nuntius in der Schweiz, Bischof von Senigallia, Kardinal
- 1758: Samuel Heinrich Catel, deutscher Prediger und Pädagoge
- 1758: Johann Friedrich Schütze, deutscher Schriftsteller
- 1759: José de Bustamante y Guerra, spanischer Politiker, Seefahrer und Gouverneur von Montevideo
- 1761: Heinrich Stephani, deutscher Theologe, Pädagoge und Schulreformer
- 1763: Joseph Lesurques, französischer Geschäftsmann
- 1763: Franz Anton de Paula Gaheis, österreichischer Pädagoge und Lokalhistoriker
- 1763: Albrecht Weyermann, deutscher Geistlicher, Theologe und Literaturhistoriker

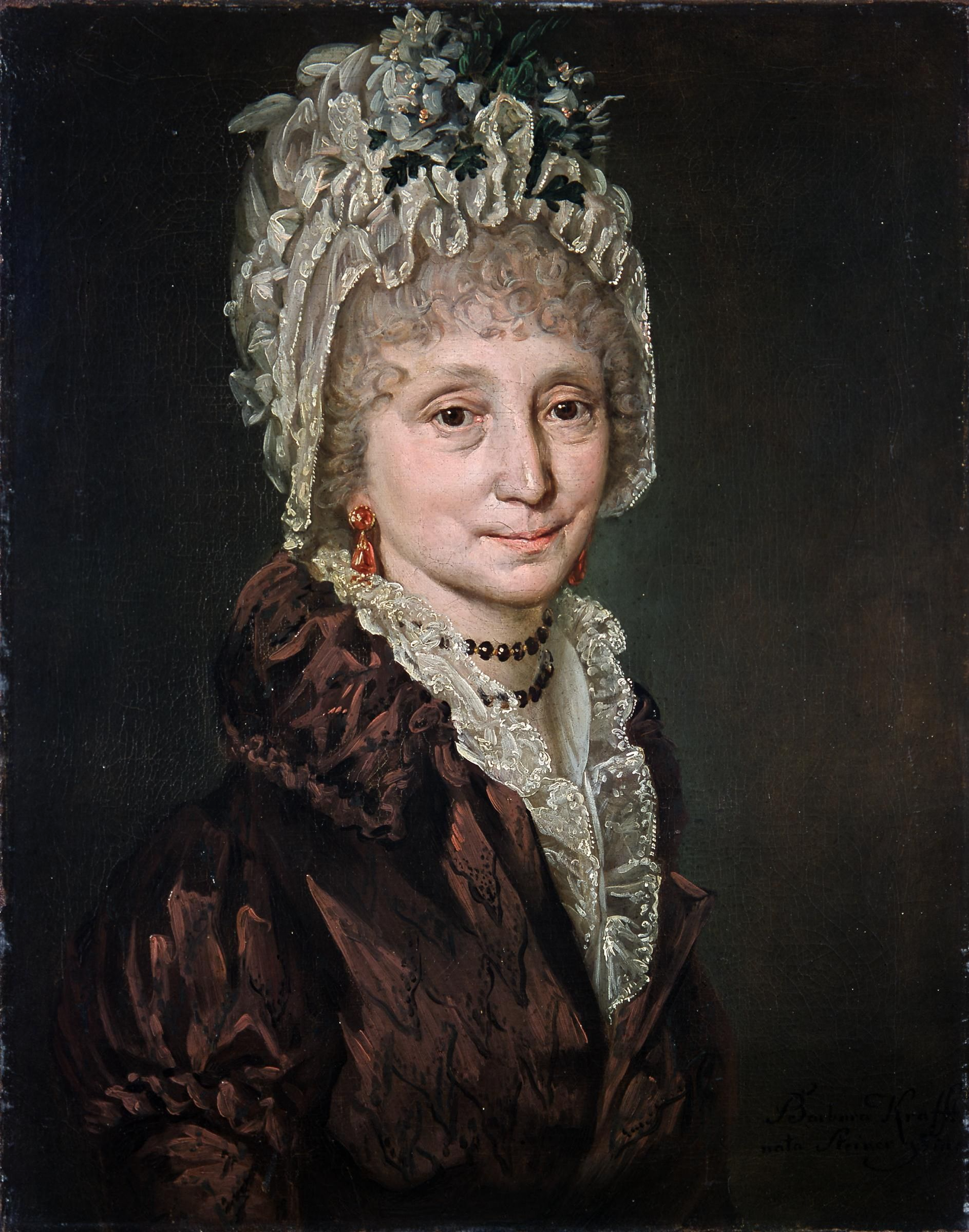
Barbara Krafft (* 1764)

- 1764: Barbara Krafft, österreichische Malerin
- 1764: Johann Baptist Lechleitner, Tiroler römisch-katholischer Theologe, Philosoph und Geistlicher
- 1764: Benjamin Outram, englischer Bauingenieur, Vermesser, Geschäftsmann und Industrieller
- 1766: Johann Adam Breysig, deutscher Architekt, Maler und Kunsterzieher
- 1766: François-Xavier Fabre, französischer Maler und Zeichner, Radierer und Kunstsammler

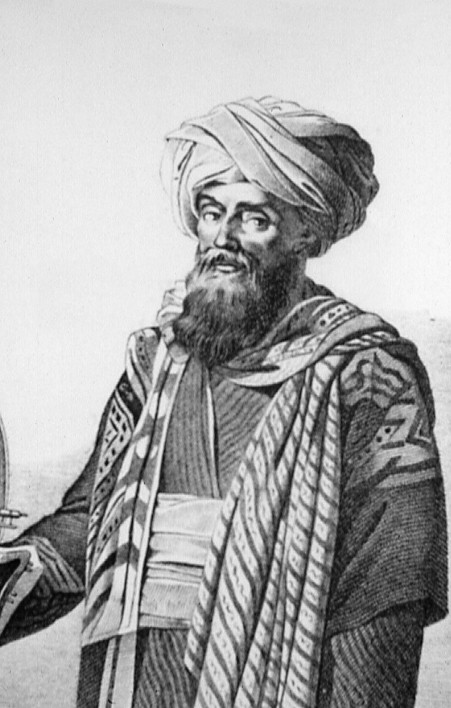
Domingo Badía y Leblich (* 1767)

- 1767: Domingo Badía y Leblich, spanischer Forschungsreisender und Politiker
- 1767: Renatus Gotthelf Löbel, deutscher Jurist, Lexikograf und Privatgelehrter
- 1769: Franz Xaver von Pflummern, bayerischer Beamter
- 1769: Ferdinand Ludwig von Sjöholm, preußischer Generalleutnant
- 1772: Christian Peter Laurop, deutscher Forstwissenschaftler
- 1774: Gottfried Daniel Krummacher, preußischer Theologe
- 1774: Georg Conrad Meyer, deutscher Publizist und Jakobiner
- 1774: Gustav von Rauch, preußischer General und Staatsbeamter, Heeresreformer, Kriegsminister
- 1774: Johann Wilhelm Schmitz, deutscher Kapitularvikar
- 1776: Johannes Geibel, deutscher evangelisch-reformierter Theologe
- 1776: Sophie Germain, französische Mathematikerin
- 1776: Louis Didier Jousselin, französischer Bauingenieur
- 1776: Hugo Franz zu Salm-Reifferscheidt, österreichischer Industrieller und Naturforscher
- 1777: William Gell, britischer Archäologe
- 1777: Michel Théodore Leclercq, französischer Dichter
- 1778: Franz Ludwig Hürner, Schweizer Politiker und Richter
- 1778: Emanuel Steiner, Schweizer Maler und Radierer
- 1779: Josef Eisenstecken, Tiroler Freiheitskämpfer und k.k. Major
- 1780: Georg Balser, deutscher Mediziner und Politiker
- 1780: Charles Auguste Creutzer, französischer Général de brigade
- 1780: Alois Gonzaga von Liechtenstein, kaiserlich-österreichischer Feldzeugmeister
- 1781: Robert Lucas, US-amerikanischer Politiker
- 1781: Jean Baptiste Métivier, französisch-deutscher Architekt und bayerischer Baubeamter
- 1781: Thomas Stockton, US-amerikanischer Politiker
- 1781: Johann Georg Wachenhusen, deutscher Offizier und Publizist
- 1783: Ernst Gottfried Adolf Böckel, deutscher Theologe und Hochschullehrer
- 1785: Ferdinand Johann von Olivier, deutscher Maler und Grafiker
- 1785: Johann David Erdmann Preuß, deutscher Historiker
- 1786: Georg Fisslthaler, österreichischer Gerichtsbediensteter und Verwalter der gräflichen Güter von Aurolzmünster
- 1789: John Hopkins Clarke, US-amerikanischer Politiker
- 1789: Maximilian Georg Joseph Neumayer, französischer Général de division
- 1790 oder 1789 oder 1791: Auguste Couder, französischer Historienmaler
- 1791: Franciszek Mirecki, polnischer Komponist
- 1794: Karl Bernhard von Stülpnagel, preußischer Generalleutnant
- 1794: Georg Karl Rinck von Wildenberg, Schweizer Politiker
- 1795: Carl Anton von Meyer, russlanddeutscher Botaniker
- 1795: Johann Chrysostomus Senn, österreichischer Lyriker
- 1796: Karl Wilhelm von Bormann, deutsch-belgischer General
- 1798: Karl Friedrich Passow, deutscher Philologe und Lehrer
- 1799: Raphael Geisenheimer, deutscher Kaufmann und Politiker
- 1799: Daniel Jelensperger, französischer Musikwissenschaftler
- 1799: Niklaus Pfluger, Schweizer Politiker
- 1800: Dominik Bimann, böhmischer Glasschneider und Graveur
- 1800: Johann Bonaventura Cartier, Schweizer Politiker
- 1800: Joseph Deharbe, römisch-katholischer Priester, Katechetiker und Pastoraltheologe
- 1800: Ludwig Friedrich Gaab, deutscher Architekt und württembergischer Baubeamter
- 1800: Eduard Wilhelm Güntz, deutscher Arzt und Psychiater
- 1800: Adèle de Pierre, Schweizer Gouvernante und Übersetzerin

### 19. Jahrhundert

#### 1801–1850
- 1801: Carl Anwandter, deutscher Apotheker und Politiker, Mitglied der Preußischen Nationalversammlung
- 1802: Albert von Carlowitz, sächsischer Politiker, MdL, Minister, MdR
- 1802: Hubert Ries, deutscher Violinspieler und Komponist
- 1803: Miles Joseph Berkeley, britischer Geistlicher und Botaniker
- 1807: Balthasar Schlimbach, deutscher Orgelbauer
- 1809: Nikolai Wassiljewitsch Gogol, russischer Schriftsteller
- 1811: Johann Heinrich Runge, deutscher Orgelbauer
- 1812: Friedrich Güll, deutscher Dichter
- 1813: Carl Rammelsberg, deutscher Chemiker
- 1814: Søren Jaabæk, norwegischer Politiker
- 1814: Eduard von Todesco, österreichischer Bankier, Unternehmer und Philanthrop
- 1815: Henry B. Anthony, US-amerikanischer Politiker, Gouverneur von Rhode Island, Senator

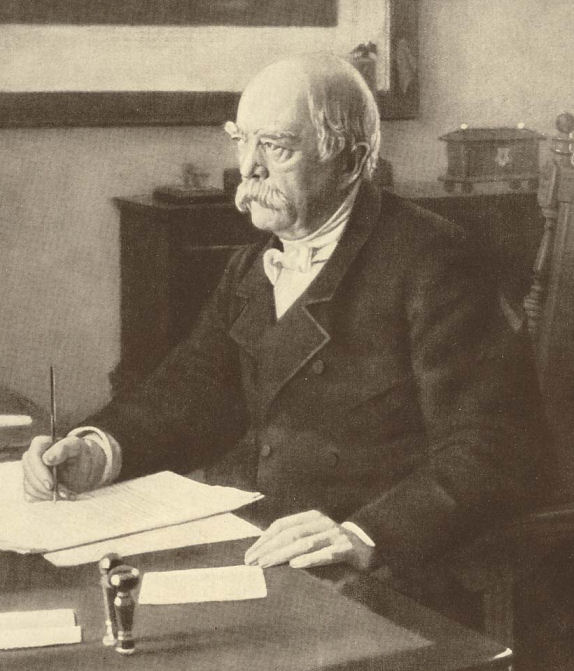
Otto von Bismarck (* 1815)

- 1815: Otto von Bismarck, deutscher Politiker und Staatsmann, Ministerpräsident von Preußen, Bundeskanzler des Norddeutschen Bundes, erster Reichskanzler des Deutschen Reiches
- 1815: Edward Clark, US-amerikanischer Politiker, Gouverneur von Texas
- 1817: Johannes Jacobus van Oosterzee, niederländischer reformierter Theologe
- 1821: Louis-Adolphe Bertillon, französischer Mediziner, Anthropologe, Statistiker und Demograph
- 1822: Hector Giacomelli, französischer Zeichner und Illustrator
- 1822: Augustus Charles Hobart, britisch-türkischer Admiral
- 1824: Eugène Ortolan, französischer Jurist, Diplomat und Komponist

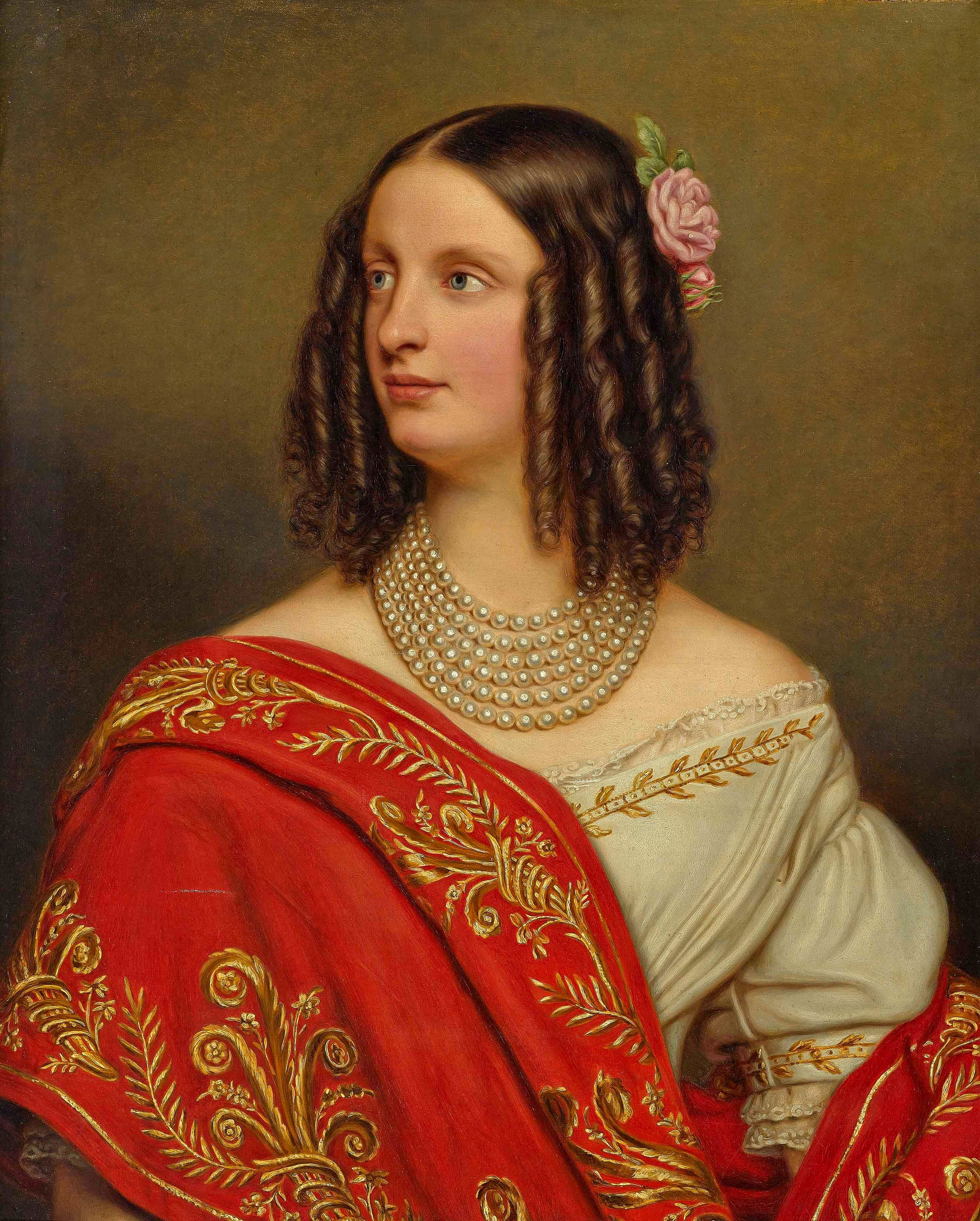
Auguste Ferdinande von Österreich (* 1825)

- 1825: Auguste Ferdinande von Österreich, österreichische Erzherzogin und Prinzessin von Toskana

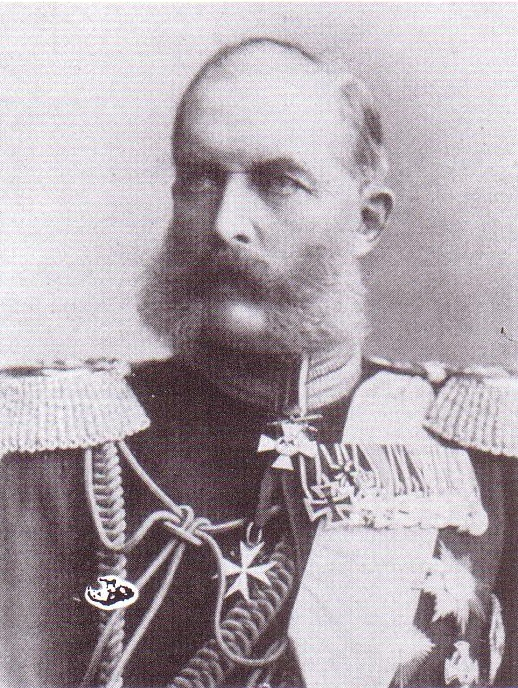
Heinrich von Lehndorff (* 1829)

- 1829: Heinrich von Lehndorff, preußischer General
- 1831: Albert Anker, Schweizer Maler
- 1834: James Fisk, US-amerikanischer Unternehmer und Spekulant
- 1834: Isidore Legouix, französischer Komponist
- 1834: Josef Marastoni, österreichischer Maler, Radierer und Lithograph
- 1835: Paul Yorck von Wartenburg, deutscher Jurist und Philosoph

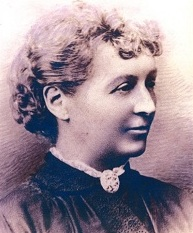
Zepherina Smith (* 1836)

- 1836: Zepherina Smith, britische Krankenpflegerin und Sozialreformerin
- 1837: Jorge Isaacs, kolumbianischer Schriftsteller und Politiker
- 1839: Anna Vorwerk, deutsche Frauenrechtlerin
- 1840: Wassili Wassiljewitsch Kühner, russischer Komponist
- 1841: Ahmed Urabi Pascha, ägyptischer Offizier und Führer der Urabi-Bewegung
- 1842: Edmund Neupert, norwegischer Pianist, Komponist und Musikpädagoge
- 1844: Johann Georg Eschenburg, deutscher Advokat und Notar, Senatssekretär, Bürgermeister Lübecks
- 1845: Wilhelm Meyer, deutscher Altphilologe und Mediävist
- 1845ː Eugenia Maximilianowna von Leuchtenberg, Adlige und Mitglied der kaiserlichen Familie
- 1846: Bertha von Tarnóczy, österreichische Malerin und Kunstpädagogin
- 1850: Joseph Fluthgraf, deutscher Kommunalpolitiker und Jurist

#### 1851–1900
- 1851: Bernhard III., Herzog von Sachsen-Meiningen
- 1851: Johannes Klinge, russischer Botaniker
- 1851: Kristofer Randers, norwegischer Schriftsteller
- 1852: Edwin Austin Abbey, US-amerikanischer Maler und Illustrator
- 1855: Ewald von Lochow, preußischer General
- 1855: Hüseyin Hilmi Pascha, Großwesir des Osmanischen Reiches
- 1856: Bill Traylor, US-amerikanischer Zeichner und Maler
- 1858: Friedrich Springorum, deutscher Manager
- 1860: Jules-Alexandre-Léon Bouissière, französischer Geistlicher und römisch-katholischer Bischof von Constantine-Hippone
- 1861: Katō Tomosaburō, japanischer Premierminister
- 1863: Wilhelm Autenrieth, deutscher Pharmazeut
- 1864: Pierantonio Tasca, italienischer Komponist

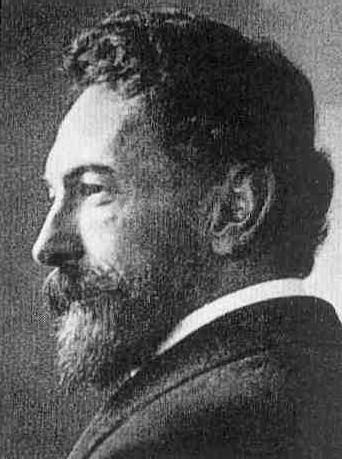
Richard Zsigmondy (* 1865)

- 1865: Richard Zsigmondy, ungarisch-österreichischer Chemiker, Nobelpreisträger
- 1866: Ferruccio Busoni, italienischer Pianist und Komponist, Dirigent und Musiklehrer
- 1866ː Janka Mikes, Hofdame der österreichischen Kaiserin Elisabeth
- 1867: Paul Langhans, deutscher Geograph und Kartograph
- 1868: Edmond Rostand, französischer Dramatiker
- 1869: Georg Capellen, deutscher Komponist und Musikwissenschaftler
- 1870: Léon Bollée, französischer Automobilhersteller, Konstrukteur und Erfinder
- 1871: Auguste Friederike, Prinzessin von Hessen-Homburg und Erbgroßherzogin von Mecklenburg-Schwerin
- 1871: Bela Jenbach, österreichischer Librettist und Schauspieler, Opfer der Shoa
- 1872: Conrad Gröber, deutscher Bischof
- 1873: Bibb Graves, US-amerikanischer Politiker
- 1873: Sergei Wassiljewitsch Rachmaninow, russischer Pianist, Komponist und Dirigent
- 1875: Kurt Schreiber, deutscher Generalleutnant
- 1875: Edgar Wallace, britischer Schriftsteller (Kriminalromane), Drehbuchautor, Regisseur, Journalist und Dramatiker
- 1876: Jacoba van Heemskerck, niederländische Malerin
- 1876: Peter Strasser, deutscher Luftschiffkapitän
- 1877: Maurice Hankey, britischer Sekretär des Nationalen Verteidigungsrates
- 1878: Carl Sternheim, deutscher Dramatiker und Autor
- 1881: Octavian Goga, rumänischer Dichter, Autor und Politiker
- 1881: Wilhelm Sollmann, deutscher Journalist und Politiker
- 1882: Paul Anspach, belgischer Fechtsportler
- 1883: Karl Arnold, deutscher Maler und Karikaturist

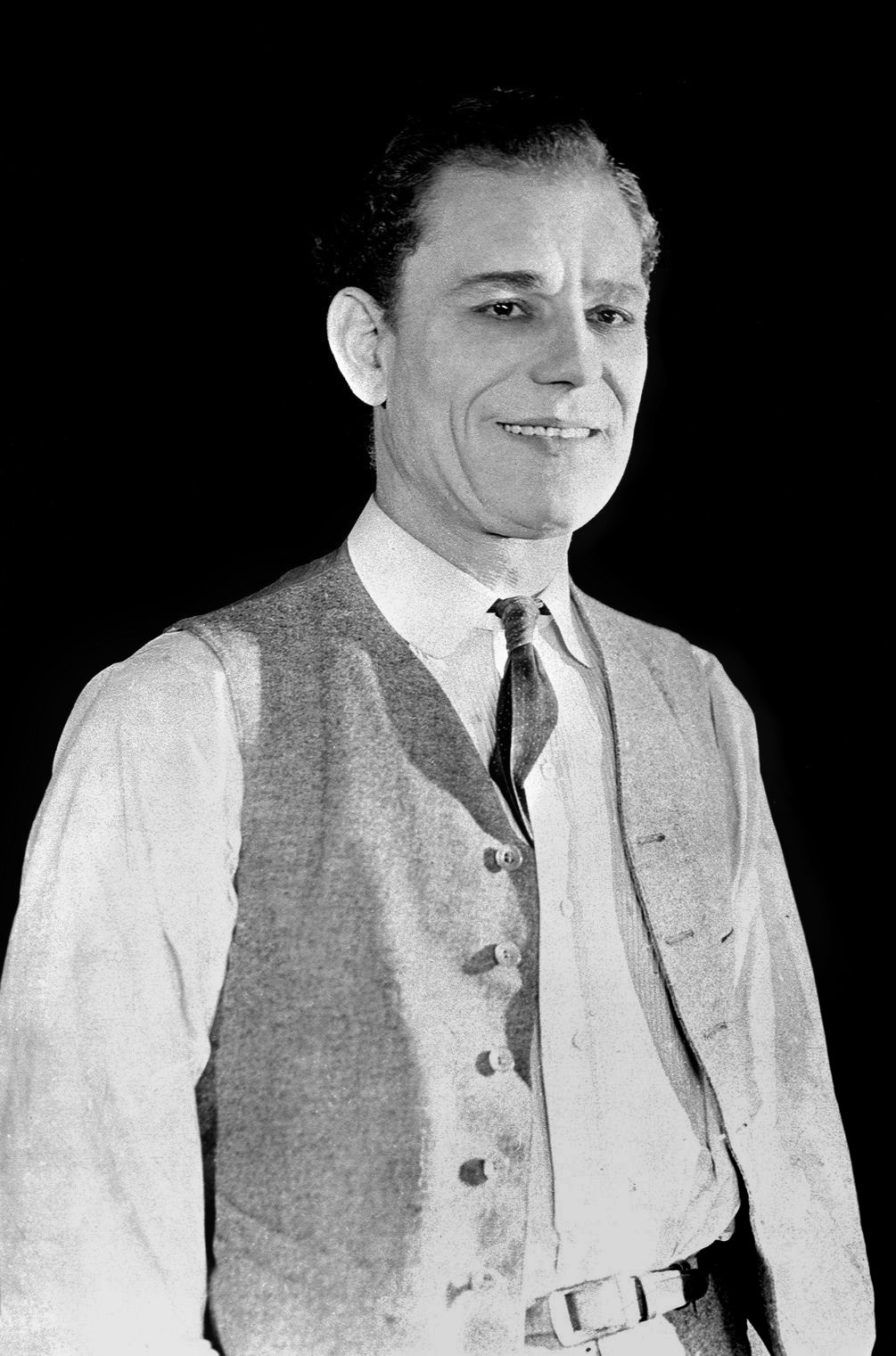
Lon Chaney (* 1883)

- 1883: Lon Chaney sr., US-amerikanischer Schauspieler
- 1883: Wladimir Kenig, polnischer Komponist
- 1884: Ernst Appel, deutscher Rabbiner
- 1884: Kurt Blaum, deutscher Politiker
- 1884: Barend Coenraad Petrus Jansen, niederländischer Chemiker
- 1885: Wallace Beery, US-amerikanischer Schauspieler
- 1885: Clementine Churchill, Ehefrau von Winston Churchill
- 1886: Robert Mehr, österreichischer Kommunalpolitiker, Linzer Bürgermeister
- 1886: Casimir von Pászthory, ungarisch-österreichischer Komponist
- 1886ː Maria Louise Poschacher, österreichische akademische Bildhauerin und Architektin
- 1888: Jean Alavoine, französischer Radsportler
- 1888: Terry de la Mesa Allen, US-amerikanischer General
- 1888: Hermann Pünder, deutscher Politiker
- 1889: Karl Arndt, deutscher Sanitätsoffizier
- 1889: Hermann Felsner, österreichischer Fußballtrainer
- 1890: Heinrich Otto Meisner, deutscher Archivar und Historiker
- 1890: Bertha Wrage, deutsche Malerin
- 1891: Hans Döllgast, deutscher Architekt und Graphiker
- 1891: Bertha Dudde, deutsche Schneiderin
- 1891: Hans Kayser, deutscher Komponist und Musiktheoretiker
- 1891: Gustav Zinke, tschechoslowakischer Ruderer
- 1892: Anton Storch, deutscher Politiker
- 1893: Hugh Hodgson, US-amerikanischer Musikpädagoge, Pianist, Dirigent und Komponist

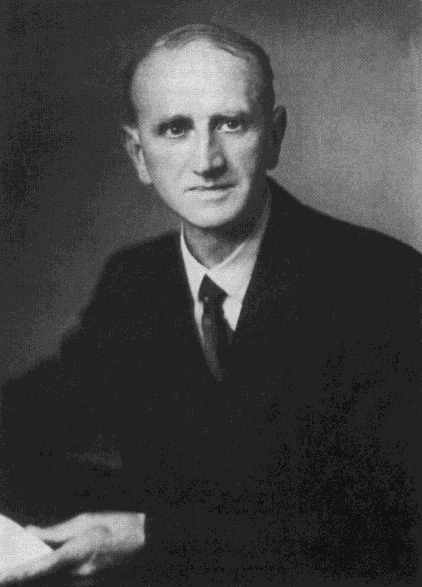
Alexander Aitken (* 1895)

- 1895: Alexander Aitken, neuseeländischer Mathematiker
- 1895: Otto-Heinrich Drechsler, Bürgermeister von Lübeck, Generalkommissar von Lettland
- 1895: Alberta Hunter, US-amerikanische Blues- und Jazz-Sängerin
- 1896: Hanns Blaschke, österreichischer Politiker
- 1896: Serge Jaroff, US-amerikanischer Chorleiter
- 1896: Wilhelm Sauter, deutscher Maler
- 1896: Karl Volk, deutscher Politiker und Journalist, Widerstandskämpfer gegen den NS-Staat
- 1898: Jakob Adlhart, österreichischer Bildhauer
- 1898: Joe Alexander, US-amerikanischer Arzt, American-Football-Spieler und -Trainer

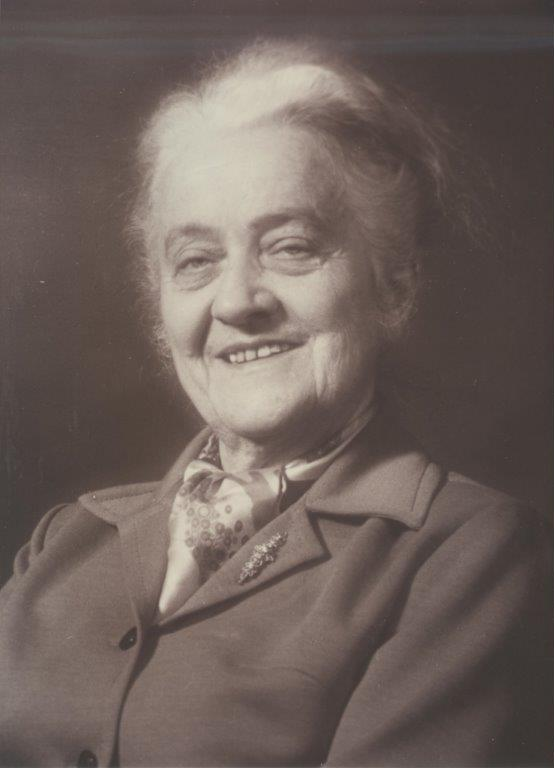
Marianne Pünder (* 1898)

- 1898: Marianne Pünder, deutsche promovierte Nationalökonomin und Staatsrechtlerin, im Widerstand gegen das Naziregime
- 1898: William James Sidis, US-amerikanisches Genie
- 1899: Herbert Lewin, deutscher Mediziner und Präsident des Zentralrates der Juden
- 1900: Oskar Hippe, deutscher Trotzkist und Widerstandskämpfer gegen den Nationalsozialismus

### 20. Jahrhundert

#### 1901–1925
- 1901: William Harding Anderson, britischer Eishockeyspieler
- 1901: Francisco Ascaso, spanischer Anarchist
- 1901: Walther Böttcher, deutscher Politiker

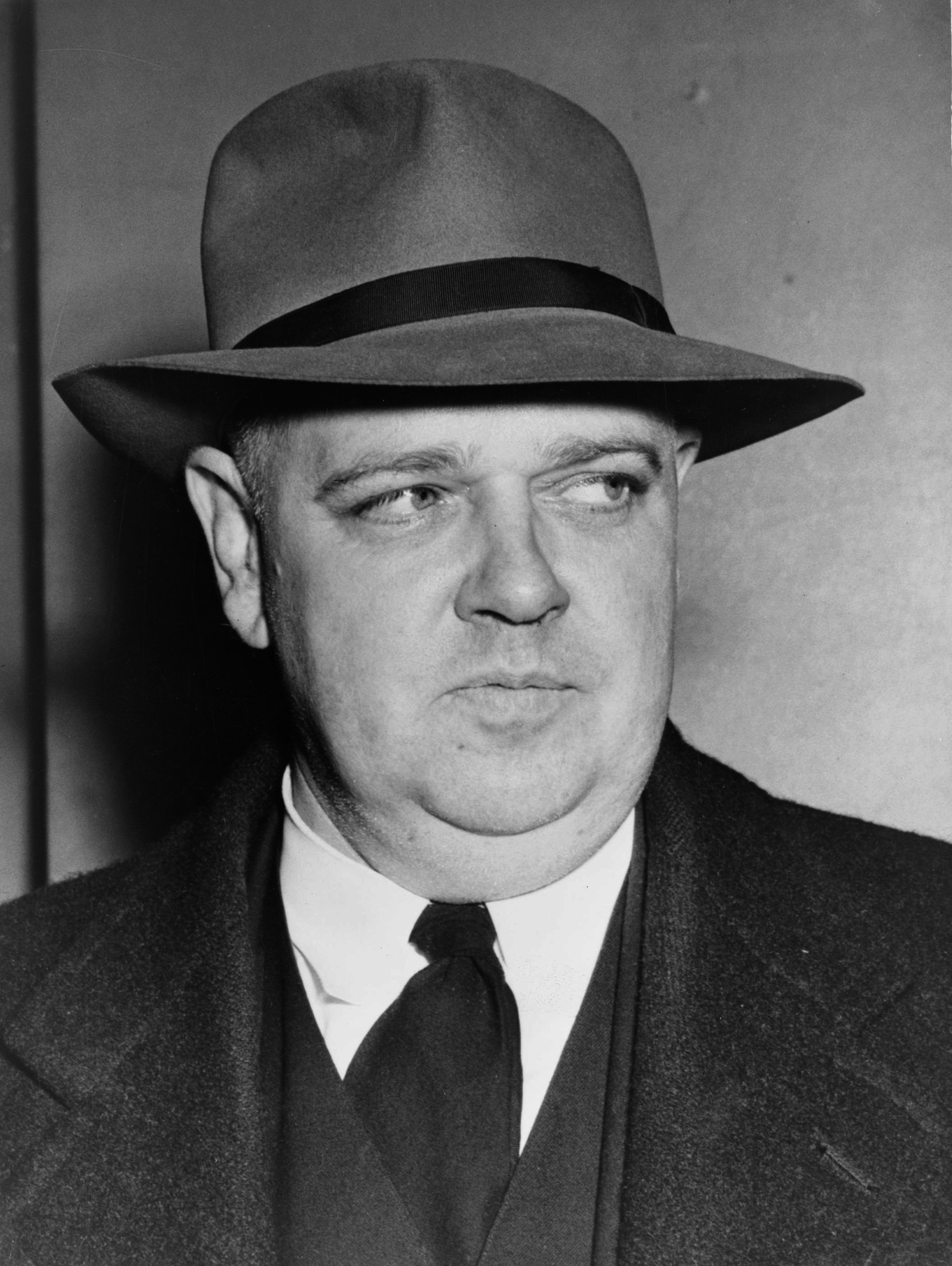
Whittaker Chambers (* 1901)

- 1901: Whittaker Chambers, US-amerikanischer Schriftsteller und Redakteur
- 1901: Hugo Geiger, deutscher Politiker
- 1902: Josef Averesch, deutscher Priester
- 1902: Ted Cremer, niederländischer Steuermann im Rudern
- 1903: Salo Landau, niederländischer Schachspieler
- 1904: Nikolai Erastowitsch Bersarin, sowjetischer General, Stadtkommandant von Berlin
- 1905: Gaston Eyskens, belgischer Regierungschef
- 1905: Paul Hasluck, australischer Politiker
- 1905: Eugenio Siena, italienischer Automobilrennfahrer
- 1905: Winfried Zillig, deutscher Komponist und Dirigent
- 1906: Lucette Descaves, französische Pianistin
- 1906: Josef Giggenbach, deutscher Motorradrennfahrer
- 1906: Alexander Sergejewitsch Jakowlew, sowjetischer Flugzeugkonstrukteur
- 1906: Muriel Stafford, kanadische Organistin, Chorleiterin und Musikpädagogin
- 1907: Günther Arndt, deutscher Chorleiter und Produzent
- 1907: Walter Kaufmann, tschechisch-US-amerikanischer Musikethnologe, Komponist und Dirigent
- 1907: Kyozan Joshu Sasaki, japanischer Mönch
- 1908: Harald Bergström, schwedischer Mathematiker
- 1908: Abraham Maslow, US-amerikanischer Psychologe
- 1909: William Whitehouse, britischer Autorennfahrer
- 1910: Sergei Nikolajewitsch Anochin, sowjetischer Testpilot
- 1910: Ace Harris, US-amerikanischer R&B- und Jazzmusiker
- 1911: Richard Hauser, österreichisch-britischer Sozialwissenschaftler
- 1911: Adam Kozłowiecki, polnischer Kardinal
- 1911: Anne-Marie Ørbeck, norwegische Komponistin und Pianistin
- 1911: Gerardus Antonius Joseph van Os, niederländischer Biochemiker
- 1911: Rita Reiners, deutsche Schriftstellerin
- 1912: Léon Dernier, belgischer Autorennfahrer
- 1912: Madeline Early, US-amerikanische Mathematikerin
- 1912: Yoshida Ken’ichi, japanischer Schriftsteller
- 1912: Joseph Parecattil, indischer Kardinal
- 1912: Edmund Sundhoff, deutscher Wirtschaftswissenschaftler
- 1914: Willi Meinck, deutscher Schriftsteller
- 1915: Heinz Burchardt, deutscher Generalmajor
- 1915: O. W. Fischer, österreichischer Schauspieler
- 1915: Hans Liebherr, deutscher Unternehmer und Erfinder
- 1915: Tadeusz Wroński, polnischer Geiger und Musikpädagoge
- 1916: Sheila May Edmonds, britische Mathematikerin
- 1916: Otto Schulmeister, österreichischer Publizist, Chefredakteur und Herausgeber
- 1919: Stefi Ákos, ungarische Sängerin
- 1919: Joseph Edward Murray, US-amerikanischer Chirurg, Pionier der Nierentransplantation und Nobelpreisträger
- 1920: Georg André, deutscher Politiker
- 1920: Toshirō Mifune, japanischer Schauspieler
- 1920: Anton Schall, deutscher Orientalist
- 1920: H. E. Erwin Walther, deutscher Komponist und Musikpädagoge
- 1921: William Bergsma, US-amerikanischer Komponist
- 1921: Frederick Fortune, US-amerikanischer Bobfahrer
- 1921: André Stil, französischer Schriftsteller
- 1922: Alan J. Perlis, US-amerikanischer Informatiker
- 1923: Brigitte A. Askonas, britische Immunologin
- 1923: Don Butterfield, US-amerikanischer Jazzmusiker und Musikverleger
- 1923: Livio Maitan, italienischer Politiker
- 1923ː Ingeborg Spengelin, deutsche Architektin
- 1923: Diana Vandenberg, niederländische Malerin
- 1924: Georges Barboteu, französischer Hornist
- 1924: Günther Becker, deutscher Komponist
- 1924: Brendan Byrne, US-amerikanischer Politiker
- 1924: Robert Gerle, US-amerikanischer Geiger und Musikpädagoge ungarischer Herkunft
- 1924: Yoshiyuki Junnosuke, japanischer Schriftsteller
- 1924: Sepp Renggli, Schweizer Sportjournalist und Autor

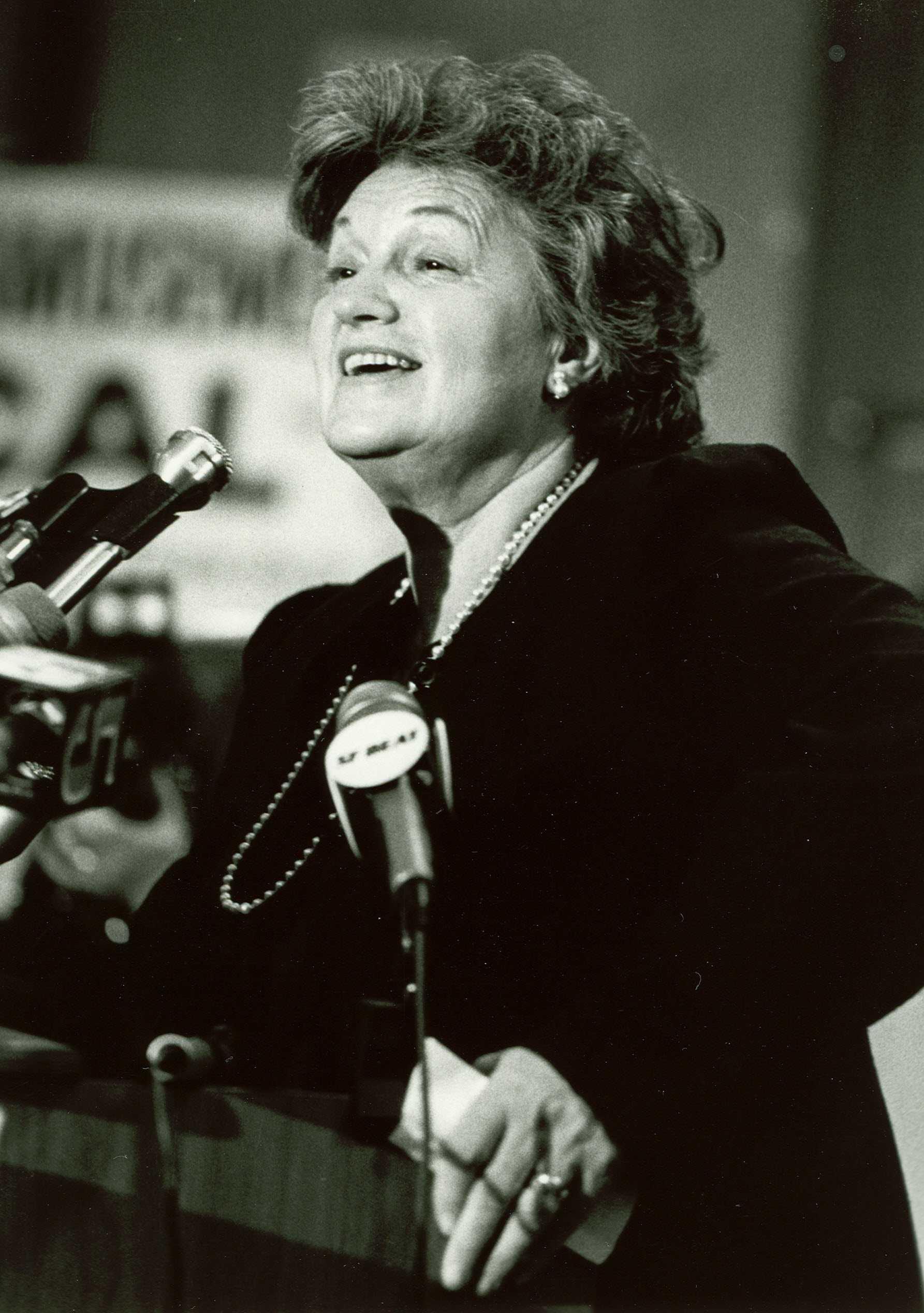
Sala Burton (* 1925)

- 1925: Sala Burton, US-amerikanische Politikerin
- 1925: Joe Menke, deutscher Musikproduzent und Schlagerkomponist
- 1925: Wojciech Has, polnischer Filmregisseur

#### 1926–1950

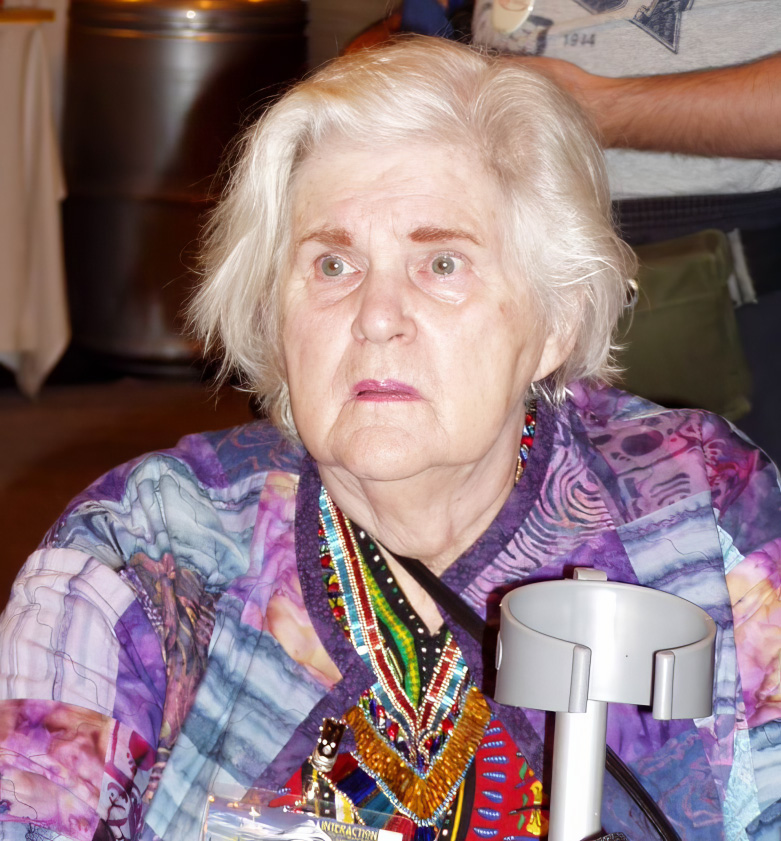
Anne McCaffrey (* 1926)

- 1926: Anne McCaffrey, US-amerikanische Schriftstellerin
- 1927: Jacques Mayol, französischer Taucher
- 1927: Otto Creutzfeldt, deutscher Neurologe
- 1927: Thomas Holtzmann, deutscher Schauspieler
- 1927: Maria Potrzeba, deutsche Erzieherin
- 1927: Ferenc Puskás, ungarischer Fußballspieler
- 1928: Kiyonori Kikutake, japanischer Architekt
- 1929: Michael O’Herlihy, irischer Produzent, Film- und Fernsehregisseur
- 1929: Milan Kundera, tschechischer Schriftsteller
- 1930: Grace Lee Whitney, US-amerikanische Schauspielerin
- 1930: Frithjof Rodi, deutscher Philosoph
- 1931: George Baker, britischer Schauspieler
- 1931: Ita Ever, estnische Schauspielerin

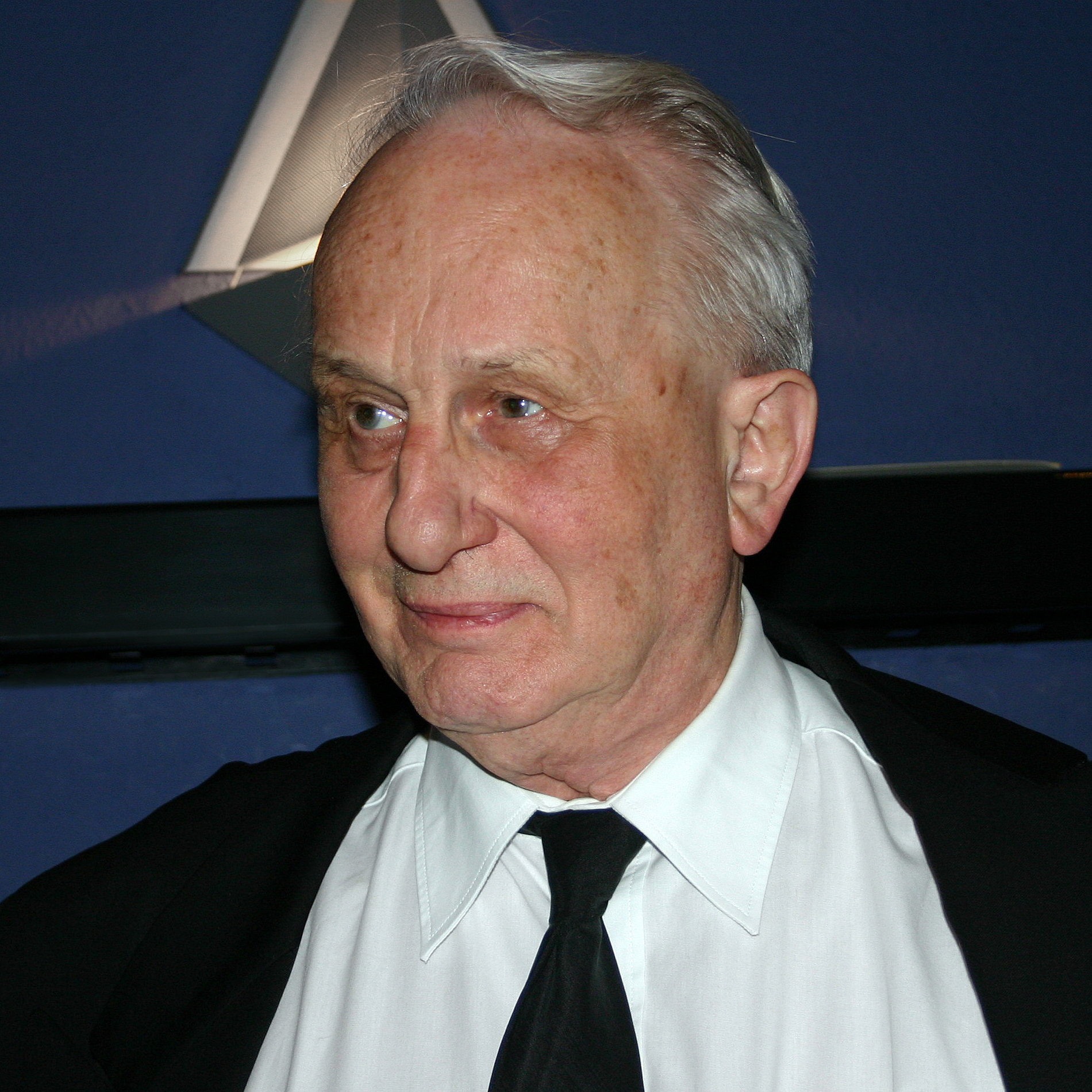
Rolf Hochhuth (* 1931)

- 1931: Rolf Hochhuth, deutscher Dramatiker
- 1931: Fernando Puig Rosado, spanischer Maler und Graphiker, Kinderbuchillustrator und Animationsfilmer
- 1931: Peter Stoll, deutscher Forstmann und Naturschützer
- 1932: Norman Abramson, US-amerikanischer Ingenieur und Informatiker
- 1932: Mohammad Ebrahim Ardjomandi, persischer Psychoanalytiker, Gruppenanalytiker und Facharzt
- 1932: Debbie Reynolds, US-amerikanische Schauspielerin und Sängerin
- 1932: Jiří Smutný, tschechischer Komponist, Dirigent und Musikpädagoge
- 1932: Avril Elgar, britische Schauspielerin
- 1933: Fay Coyle, nordirischer Fußballspieler
- 1933: Bengt Holbek, dänischer Folklorist
- 1933: Claude Cohen-Tannoudji, französischer Physiker
- 1933: Dan Flavin, US-amerikanischer Künstler
- 1934: Jim Ed Brown, US-amerikanischer Country-Sänger
- 1934: Roberto Ciulli, italienischer Theaterregisseur
- 1936: William Cox, australischer Jurist und Richter
- 1936: Jean-Pascal Delamuraz, Schweizer Politiker
- 1936: Öldsiisaichany Erdene-Otschir, mongolischer Ringer
- 1937: Mohammad Hamid Ansari, indischer Politiker
- 1937: Harro Otto, deutscher Strafrechtswissenschaftler
- 1937: Sylvia Rafael, israelische Agentin
- 1937: Werner Spies, deutscher Kunsthistoriker, Romanist, Journalist, Kunstvermittler und Museumsdirektor
- 1937: Arnold Steinhardt, US-amerikanischer Geiger und Musikpädagoge
- 1937: Yılmaz Güney, türkischer Schauspieler und Regisseur
- 1938: Erich Müller, Schweizer Industriemanager und Politiker
- 1938: Ingrid Spors, deutsche Politikerin
- 1939: Ali MacGraw, US-amerikanische Schauspielerin
- 1939: Phil Niekro, US-amerikanischer Baseballspieler
- 1939: Wilhelm Bungert, deutscher Tennisspieler
- 1939: Witali Semjonowitsch Dawydow, russischer Eishockeyspieler
- 1939: Binnette Lipper, US-amerikanische Komponistin und Musikpädagogin
- 1939: Fausto Tenzi, Schweizer Opernsänger
- 1940: Wangari Maathai, kenianische Biologin und Politikerin, Nobelpreisträgerin
- 1940: Annie Nightingale, englische Radiomoderatorin
- 1940: Graciela Paraskevaídis, argentinische Komponistin
- 1941: David Childs, US-amerikanischer Architekt
- 1942: Ingrid Ahrendt-Schulte, deutsche Historikerin
- 1942: Hans Daiber, deutscher Orientalist
- 1942: Samuel R. Delany, US-amerikanischer Schriftsteller

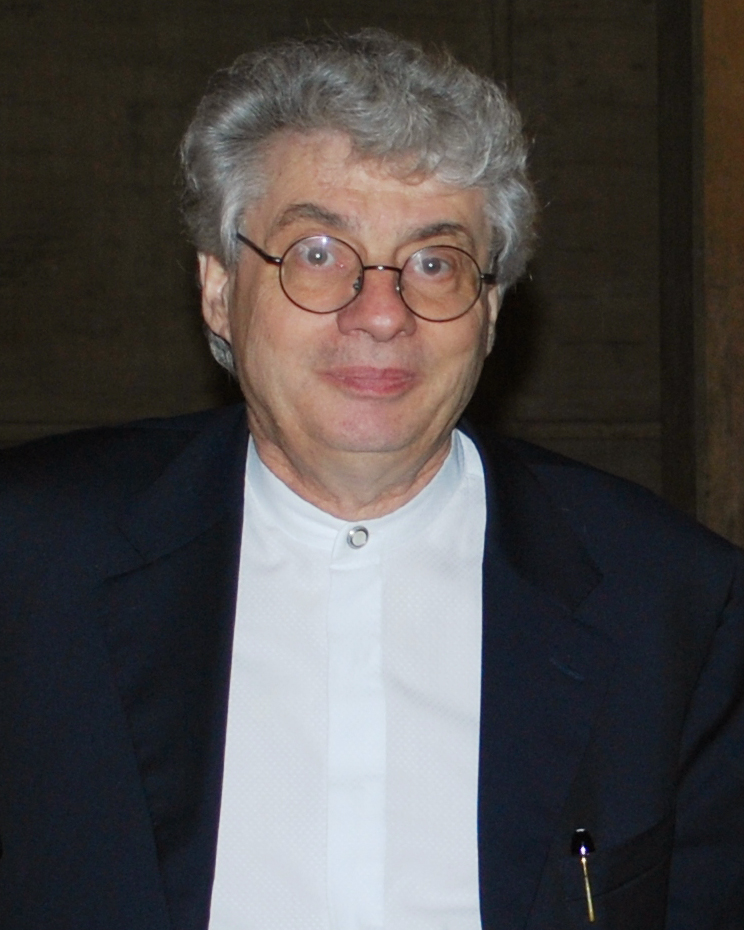
Mario Botta (* 1943)

- 1943: Mario Botta, Schweizer Architekt
- 1944ː Dagmar Beiersdorf, deutsche Filmemacherin und Malerin
- 1945: Bjørnar Andresen, norwegischer Jazz-Musiker
- 1945: Ib Ivan Larsen, dänischer Ruderer
- 1946: Jürgen Büssow, deutscher Regierungspräsident
- 1946: Hermann Goltz, deutscher Theologe und Ostkirchenkundler
- 1946: Helmut Kukacka, österreichischer Staatssekretär
- 1946: Ronnie Lane, britischer Rockmusiker
- 1946: Arrigo Sacchi, italienischer Fußballspieler und -trainer
- 1946: Manfred Stengl, österreichischer Rennrodler, Bobsportler und Motorradrennfahrer
- 1947: Beşir Atalay, türkischer Soziologe, Hochschulprofessor und Politiker
- 1947: Alain Connes, französischer Mathematiker
- 1947: Philippe Kirsch, kanadischer Jurist und Diplomat
- 1947: Václav Riedlbauch, tschechischer Komponist
- 1947: Robin Scott, britischer Sänger und Musiker

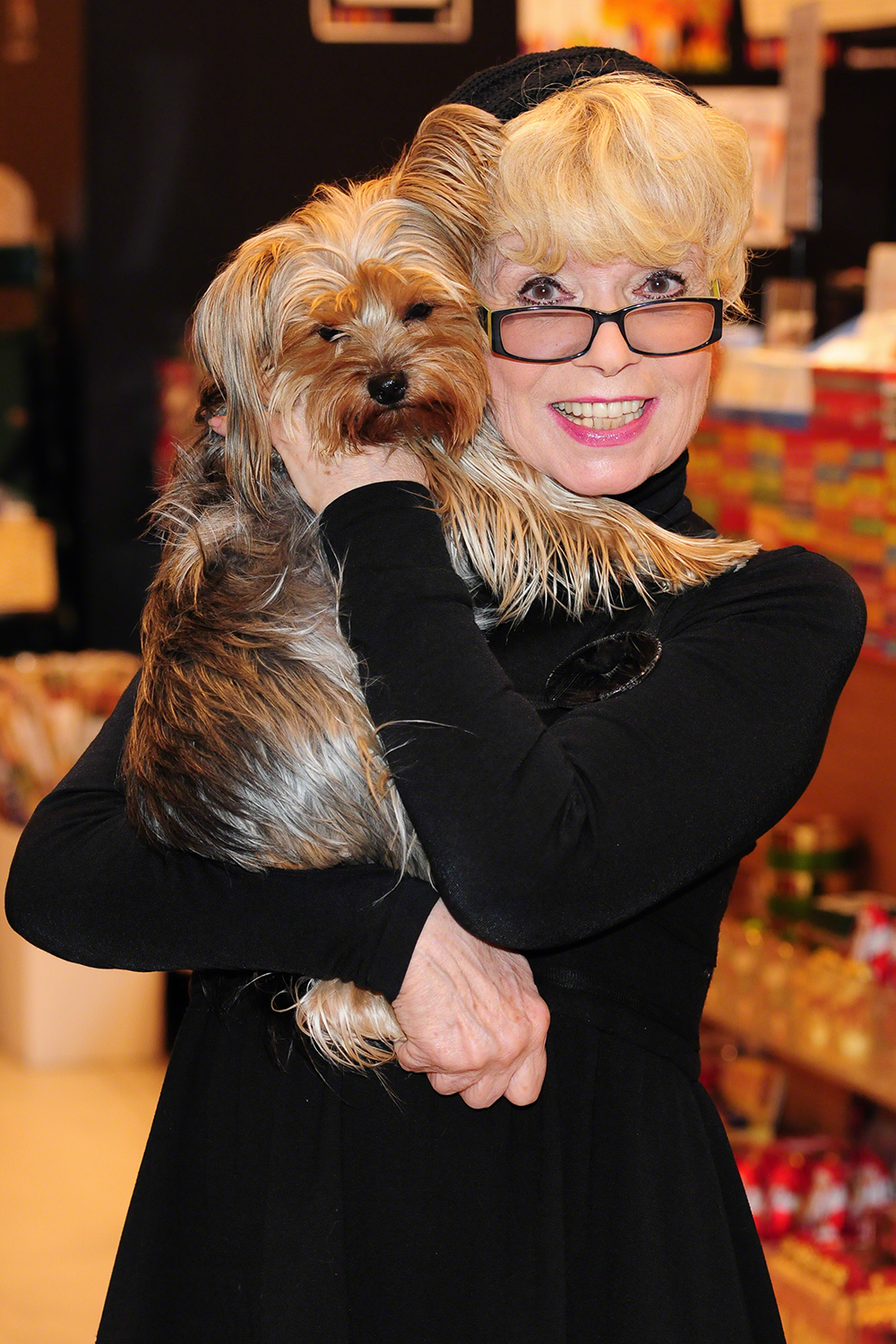
Ingrid Steeger (* 1947)

- 1947: Ingrid Steeger, deutsche Schauspielerin
- 1947: Frank Tusa, US-amerikanischer Jazzbassist
- 1948: Urs Allemann, Schweizer Schriftsteller
- 1948: Jürgen Rynio, deutscher Fußballspieler
- 1948: J. J. Williams, walisischer Rugbyspieler
- 1949: Reid Anderson, kanadischer Tänzer und Ballettdirektor
- 1949: Gil Scott-Heron, US-amerikanischer Musiker
- 1949: Franz-Georg Rips, deutscher Kommunalpolitiker und Direktor des deutschen Mieterbundes
- 1950: Samuel Alito, US-amerikanischer Jurist, Richter am Obersten Gerichtshof
- 1950: Lothar Binding, deutscher Politiker, MdB
- 1950: Paolo Conti, italienischer Fußballspieler
- 1950: Billy Currie, britischer Musiker und Songwriter
- 1950: Loris Kessel, Schweizer Autorennfahrer
- 1950: Jürgen Liminski, deutscher Journalist und Autor
- 1950: Ed Nijpels, niederländischer Politiker

#### 1951–1975

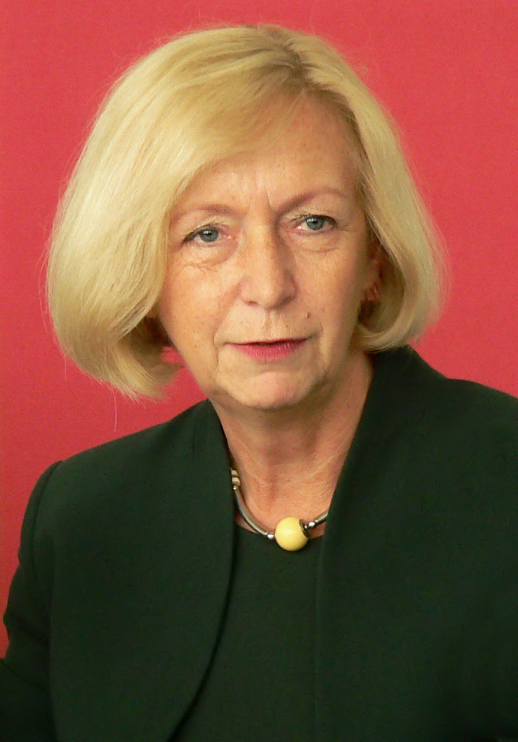
Johanna Wanka (* 1951)

- 1951: Johanna Wanka, deutsche Politikerin, Bundesministerin für Bildung und Forschung
- 1951: John Abizaid, US-amerikanischer General
- 1951: Rolf Biland, Schweizer Motorradrennfahrer
- 1952: Angelika Bahmann, deutsche Kanutin, Olympiasiegerin und Weltmeisterin
- 1952: Hans-Georg Bürger, deutscher Automobilrennfahrer
- 1952: Ludwig Elle, sorbischer Wissenschaftler
- 1952: Matthias Maurer, deutscher Eishockeyspieler
- 1952: Annette O’Toole, US-amerikanische Schauspielerin
- 1952: László Tőkés, ungar-rumänischer Bischof und Politiker, Präsident des Ungarischen Nationalrates in Siebenbürgen
- 1953: Hari Chand, indischer Langstreckenläufer
- 1953: Barry Sonnenfeld, US-amerikanischer Kameramann und Filmregisseur
- 1953: Alfred Theodor Ritter, deutscher Unternehmer (Alfred Ritter GmbH & Co. KG)
- 1954: Dieter Müller, deutscher Fußballspieler
- 1954: Giancarlo Antognoni, italienischer Fußballspieler
- 1954: Jeff Porcaro, US-amerikanischer Schlagzeuger (Toto)
- 1954: Lee Chang-dong, südkoreanischer Filmregisseur und Drehbuchautor
- 1954: Knut Værnes, norwegischer Jazzgitarrist
- 1955: Matthias Behr, deutscher Florettfechter
- 1955: Roberto Pruzzo, italienischer Fußballspieler und -trainer
- 1955: Pascal Witmeur, belgischer Autorennfahrer
- 1956: Lara Andriessen, deutsche Schriftstellerin

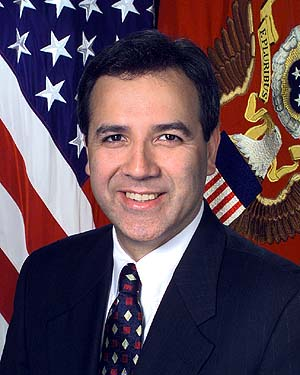
Louis Caldera (* 1956)

- 1956: Louis Caldera, US-amerikanischer Politiker
- 1956: Wolfgang Scherf, deutscher Volkswirtschaftler
- 1957: Dietmar Bartz, deutscher Journalist
- 1957: Winfried Winofsky, deutsch-kanadischer Eishockeyspieler
- 1958: D. Boon, US-amerikanischer Sänger und Gitarrist
- 1958: Toni Innauer, österreichischer Skispringer und Sprungtrainer
- 1958: Tita, brasilianischer Fußballspieler
- 1959: Helmuth Duckadam, rumänischer Fußballspieler
- 1959: Christian Thielemann, deutscher Dirigent
- 1959: Barbara Weinzierl, österreichische Kabarettistin und Schauspielerin
- 1960: Nicola Tiggeler, deutsche Schauspielerin
- 1960: Reijo Ruotsalainen, finnischer Eishockeyspieler
- 1960: Shanna McCullough, US-amerikanische Pornodarstellerin und Produzentin
- 1961: Regine Mösenlechner, deutsche Skirennläuferin
- 1961: Susan Boyle, britische Sängerin
- 1961: Elisabeth von Thadden, deutsche Journalistin

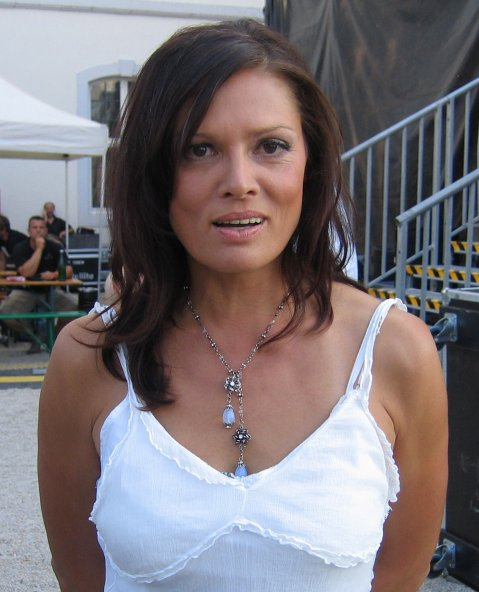
Stefanie Tücking (* 1962)

- 1962: Stefanie Tücking, deutsche Fernseh- und Radiomoderatorin
- 1963: Gabriele Prinzessin zu Leiningen, deutsche Gemahlin von Prinz Aga Khan
- 1964: Abd an-Nasir Musa Abu l-Basal, jordanischer Geistlicher und Rechtsgelehrter
- 1964: Kersten Artus, deutsche Journalistin
- 1964: John Bosch, niederländischer Autorennfahrer
- 1964: Sarah Darwin, britische Botanikerin
- 1964: Chris Lee, US-amerikanischer Politiker
- 1964: Many Maurer, Schweizer Gitarrist, Bassist, Songwriter und Produzent
- 1964: Mohammed Moussaoui, französischer Hochschullehrer
- 1964: José Rodrigues dos Santos, portugiesischer Journalist und Dozent
- 1964: Scott Stevens, kanadischer Eishockeyspieler und -trainer
- 1964: Markus Ulbig, deutscher Politiker
- 1964: Henning Zoz, deutscher Unternehmer und Kommunalpolitiker
- 1965: Jane Adams, US-amerikanische Schauspielerin
- 1965: Thomas Schmuckert, deutscher Schauspieler
- 1965: Simona Ventura, italienische Journalistin und Fernsehmoderatorin
- 1966: Alberto Braida, italienischer Jazzpianist
- 1966: Mesut Hastürk, türkischer Dichter und Autor
- 1966: Oliver G. Wachlin, deutscher Autor und Dramaturg
- 1967: Jacques Schulz, deutscher Sportjournalist und Motorsport-Kommentator
- 1967: Elke Walther, deutsche Fußballspielerin und -trainerin
- 1968: Ingrid Klimke, deutsche Dressur- und Vielseitigkeitsreiterin
- 1968: Alexander Stubb, finnischer Politiker
- 1969: Urs Lehmann, Schweizer Skirennläufer
- 1969: Manfred Weber-Wien, österreichischer Maler und Zeichner
- 1969: Jean-Michel Bayle, französischer Motorradrennfahrer
- 1970: Per-Anders Kurenbach, deutscher Keyboarder und Komponist
- 1970: Anikó Nagy, ungarische Handballspielerin
- 1971: Christian Titz, deutscher Fußballspieler und -trainer
- 1972: Malik Beširević, deutscher Handballspieler
- 1972: Björn Höcke, deutscher Oberstudienrat und Politiker
- 1972: Sergei Leonidowitsch Roschkow, russischer Biathlet
- 1973: Rachel Maddow, US-amerikanische Radio-, Fernsehmoderatorin und -kommentatorin
- 1973: Anna Carin Zidek, schwedische Biathletin
- 1974: René Andrle, tschechischer Radrennfahrer
- 1974: Paolo Bettini, italienischer Radrennfahrer
- 1974: Tessa Mittelstaedt, deutsche Schauspielerin
- 1974: Sandra Völker, deutsche Schwimmerin
- 1974: Christian Voigt, deutscher Jurist und Richter am Bundesgerichtshof
- 1975: José Antonio García Calvo, spanischer Fußballspieler
- 1975: George Bastl, Schweizer Tennisspieler
- 1975: Singa Gätgens, deutsche Fernsehmoderatorin
- 1975: Gerrit Glomser, österreichischer Radrennfahrer
- 1975: Michael Poulsen, dänischer Sänger und Gitarrist (Volbeat)
- 1975: Shigekazu Wakisaka, japanischer Autorennfahrer

#### 1976–2000
- 1976: John Elkann, italienischer Manager und Industrieller
- 1976: Gábor Király, ungarischer Fußballspieler
- 1976: Clarence Seedorf, niederländischer Fußballspieler
- 1977: Haimar Zubeldia, spanischer Radrennfahrer
- 1978: Anamaria Marinca, rumänische Schauspielerin
- 1978: Etan Thomas, US-amerikanischer Basketballspieler
- 1979: Alex Antor, andorranischer Skirennläufer

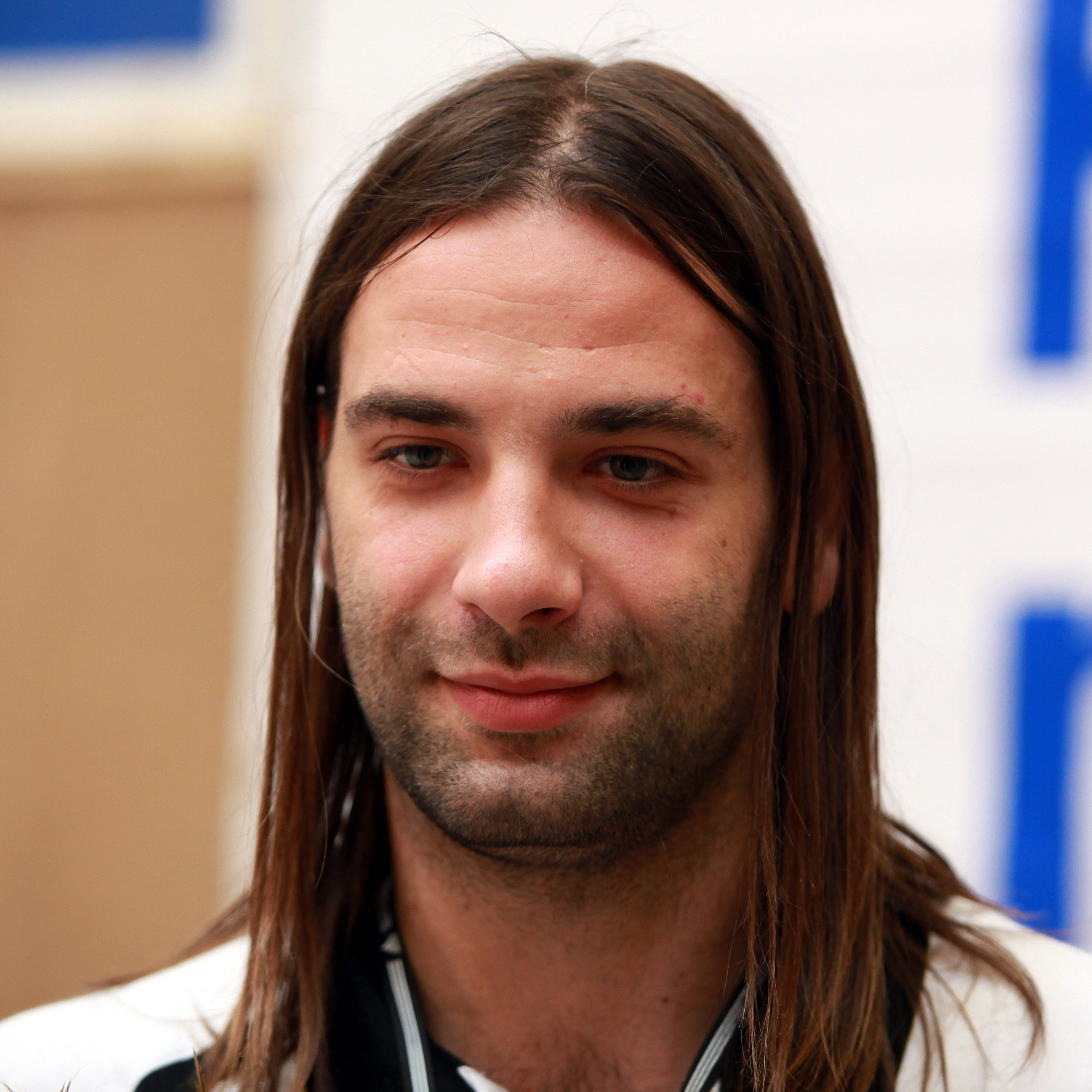
Ivano Balić (* 1979)

- 1979: Ivano Balić, kroatischer Handballspieler
- 1979: Nikola Gjoševski, mazedonischer Fußballspieler
- 1979: Chris Leitch, US-amerikanischer Fußballspieler
- 1980: Danny Anclais, deutscher Handballspieler
- 1980: Ismail Atalan, deutscher Fußballspieler und -trainer
- 1980: James Auckland, britischer Tennisspieler
- 1980: Agnes Avagyan, armenische Karikaturistin und Illustratorin
- 1980: Dennis Kruppke, deutscher Fußballspieler
- 1980: Randy Orton, US-amerikanischer Wrestler
- 1981: Dmitri Nikolajewitsch Archipow, russischer Freestyle-Skier
- 1981: Bjørn Einar Romøren, norwegischer Skispringer
- 1981: Sontje Peplow, deutsche Schauspielerin

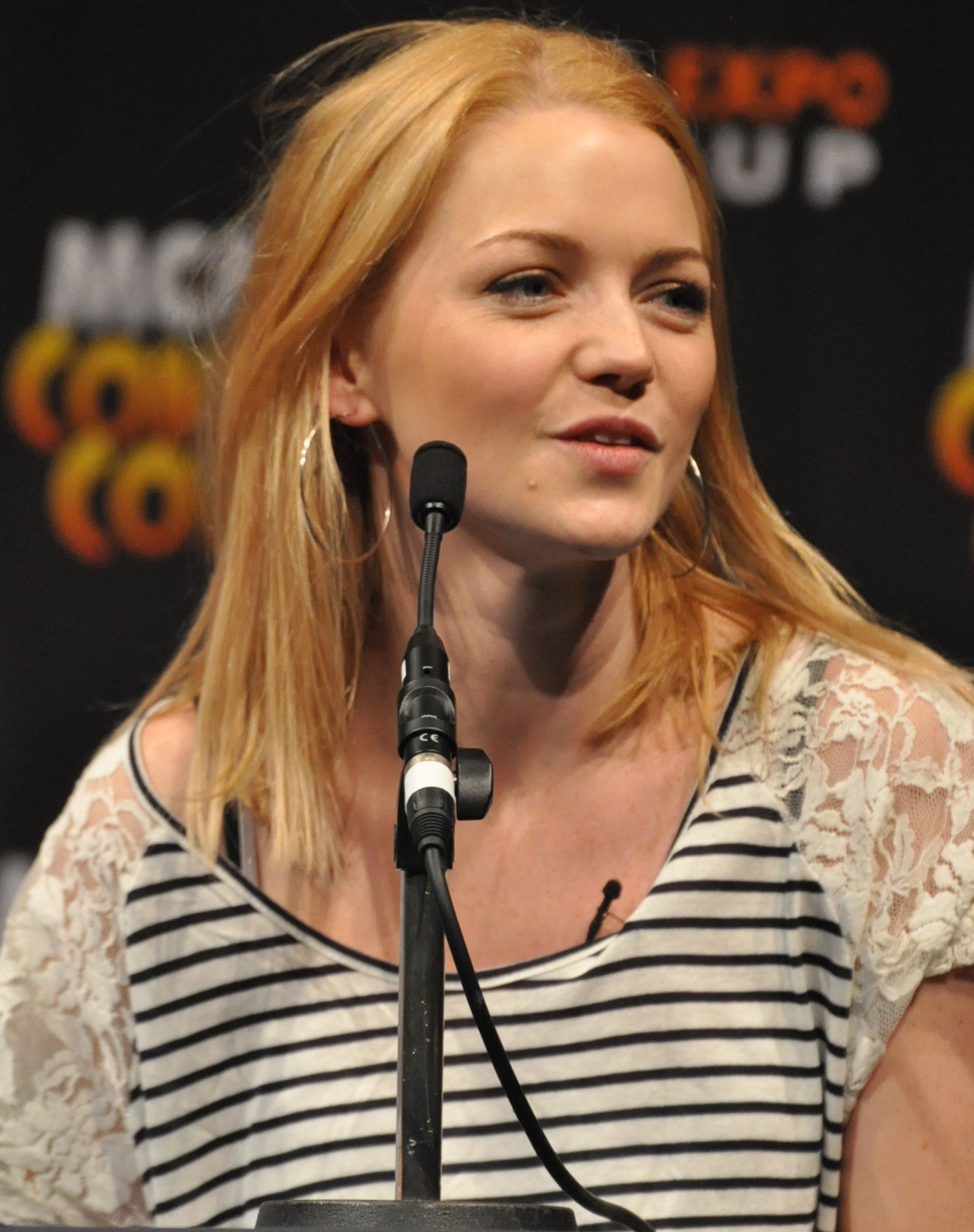
Hannah Spearritt (* 1981)

- 1981: Hannah Spearritt, britische Schauspielerin und Sängerin
- 1982: Kristjan Glibo, deutscher Fußballspieler
- 1982: Stefan Pieper, deutscher Skispringer
- 1982: Andreas Thorkildsen, norwegischer Leichtathlet
- 1982: Róbert Vittek, slowakischer Fußballspieler
- 1983: Rozbeh Asmani, deutsch-iranischer Medienkünstler
- 1983: Christian Schulz, deutscher Fußballspieler
- 1983: Amr Zaki, ägyptischer Fußballspieler
- 1983: Sergei Wjatscheslawowitsch Lasarew, russischer Popsänger
- 1984: Jure Dobelšek, slowenischer Handballspieler
- 1986: Vanessa Bürki, Schweizer Fußballspielerin
- 1986: Haminu Dramani, ghanaischer Fußballspieler
- 1986: Ryan Speedo Green, US-amerikanischer Opernsänger
- 1986: Marina Guerrini, Schweizer Schauspielerin
- 1986: Kid Ink, US-amerikanischer Rapper
- 1986: Philipp Pöter, deutscher Handballspieler
- 1986: Anne Rabe, deutsche Dramatikerin
- 1986: Ireen Wüst, niederländische Eisschnellläuferin

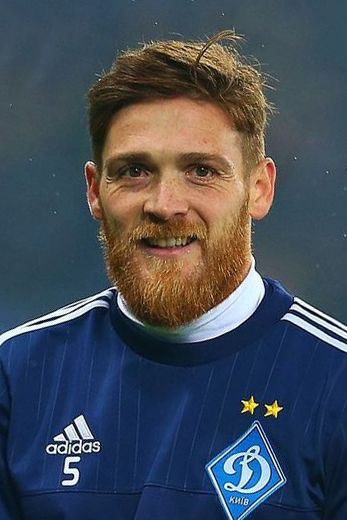
Vitorino Antunes (* 1987)

- 1987: Vitorino Antunes, portugiesischer Fußballspieler
- 1987: Mackenzie Davis, US-amerikanische Schauspielerin
- 1987: Ding Junhui, chinesischer Snooker-Spieler
- 1987: Oliver Turvey, britischer Rennfahrer
- 1988: Fatmire Alushi, deutsche Fußballspielerin
- 1988: Friederike Gubernatis, deutsche Handballspielerin
- 1988: Robin Lopez, US-amerikanischer Basketballspieler
- 1988: Brook Lopez, US-amerikanischer Basketballspieler
- 1988: Shahak Shapira, deutsch-israelischer Künstler, Comedian und Satiriker
- 1989: Matías Aguirregaray, uruguayischer Fußballspieler
- 1989: Jan Gardavský, tschechischer Grasskiläufer
- 1989: Linus Hallenius, schwedischer Fußballspieler
- 1989: Jan Hošek, tschechischer Fußballspieler
- 1989: Navab Nasirshelal, iranischer Gewichtheber
- 1989: David N’Gog, französischer Fußballspieler
- 1989: Christian Vietoris, deutscher Automobilrennfahrer
- 1990: PA Sports, deutscher Rapper
- 1990: Sandrina Zander, deutsche Schauspielerin
- 1990: Justin Hamilton, US-amerikanischer Basketballspieler
- 1991: Carter Ashton, kanadischer Eishockeyspieler
- 1991: Marco Haller, österreichischer Radrennfahrer
- 1991: Sebastian Polter, deutscher Fußballspieler
- 1993: Nadine Ashraf, ägyptische Badmintonspielerin
- 1993: Davide Gabburo, italienischer Radrennfahrer
- 1993: Julius Kühn, deutscher Handballspieler
- 1996: Dennis Lippert, deutscher Motorradrennfahrer
- 1996: Raphael Obermair, deutscher Fußballspieler
- 1996: Lion Schweers, deutscher Fußballspieler
- 1997: Morten Behrens, deutscher Fußballtorwart
- 1997: Asa Butterfield, britischer Schauspieler
- 1997: Andrea Cistana, italienischer Fußballspieler
- 1997: Katharina Liensberger, österreichische Skirennläuferin
- 1998: Patryk Szysz, polnischer Fußballspieler
- 1999: Matthieu Osch, luxemburgischer Skirennläufer
- 1999: Andrij Waskul, ukrainischer Skispringer
- 2000: Constantin Möstl, österreichischer Handballtorwart

### 21. Jahrhundert
- 2001: Wendel da Silva Ramos, brasilianischer Fußballspieler
- 2003: Wang Ziyang, chinesischer Snowboarder
- 2005: Tim Offerhaus, deutscher Schauspieler

## Gestorben

### Vor dem 17. Jahrhundert

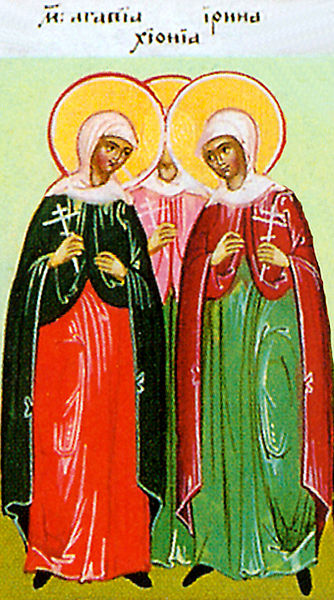
Agape, Chione und Irene († 304)

- 0304: Agape, Chione und Irene, christliche Märtyrinnen
- 0919: Christina I., Äbtissin des Kanonissenstifts Gandersheim
- 1012: Hermann III., Herzog von Schwaben
- 1085: Song Shenzong, chinesischer Kaiser
- 1090: Günther I. von Wettin, Bischof von Naumburg
- 1096: Engelbert I., Markgraf von Istrien, Graf von Spanheim und im Kraichgau, Vogt von Salzburg
- 1129: Cellach Mac Aodh, irischer Erzbischof
- 1132: Hugo von Grenoble, französischer Bischof
- 1182: Ulrich II. von Treffen, Patriarch von Aquileia
- 1204: Eleonore von Aquitanien, englische und französische Königin
- 1205: Amalrich I., König von Zypern und Jerusalem
- 1206: Simon II., Herzog von Lothringen
- 1244: Otto II., Graf von Ravensberg
- 1282: Abaqa, mongolischer Ilchan von Persien
- 1314: Heinrich III., Abt von St. Blasien
- 1328: Heinrich II. von Sternberg, Fürstbischof von Bamberg
- 1340: Gerhard III., Herzog von Schleswig und Graf von Holstein-Rendsburg
- 1353: John Segrave, englischer Adeliger
- 1373: Johann Schadland, Dominikaner und Großinquisitor
- 1386: James Audley, 3. Baron Audley of Heleigh, englischer Magnat
- 1413: Agnes von Oppeln, römisch-deutsche Königin
- 1428: Johann II. von Streitberg, deutscher Bischof von Regensburg
- 1431: Jean Jouvenel, französischer Jurist
- 1441: Blanka von Navarra, Königin von Sizilien, Aragon und Navarra
- 1450: Stefano di Giovanni Sassetta, italienischer Maler
- 1455: Zbigniew Oleśnicki, Bischof von Krakau, Kardinal, Diplomat, Herzog von Siewierz sowie Regent von Polen
- 1455: Gottfried IV. Schenk von Limpurg, Fürstbischof von Würzburg
- 1516: Jean II. de Rohan, bretonischer Adliger
- 1528: Francisco de Peñalosa spanischer Kleriker, Sänger und Komponist
- 1529: Hartmann II. von Kirchberg, Fürstabt von Fulda
- 1547: Marie von Luxembourg, Gräfin von Vendôme
- 1548: Sigismund I., König von Polen, als Sigismund II. Großfürst von Litauen

### 17. und 18. Jahrhundert
- 1639: Johann Philipp, Herzog von Sachsen-Altenburg
- 1649: Juan Bautista Maíno, spanischer Maler
- 1651: Johannes von Hessen-Braubach, Landgraf und Feldherr, Mitglied der Fruchtbringenden Gesellschaft
- 1666: Wenceslaus Leszczynski, Bischof von Ermland, Erzbischof von Gnesen und Primas von Polen-Litauen
- 1666: Valentin Schäfer, Ratsherr und Bürgermeister von Dresden
- 1668: Johannes Agricola, deutscher Arzt, Alchemist und Salinenfachmann
- 1680: David Denicke, deutscher Jurist und Kirchenlieddichter
- 1682: Franz Egon von Fürstenberg-Heiligenberg, Bischof von Straßburg und kurkölnischer Premierminister
- 1686: Johann Friedrich, Markgraf von Brandenburg-Ansbach
- 1694: Gotthard Marquard, Lübecker Bürgermeister
- 1698: Katharina Sommermeyer, letzte Frau, die in Braunschweig als Hexe angeklagt und verbrannt wurde
- 1707: Takarai Kikaku, japanischer Haikai-Dichter
- 1709: Henri Jules de Bourbon, Fürst von Condé
- 1715: Ondraszek, „Robin Hood“ der Mährisch-Schlesischen Beskiden, Räuber und Volksheld
- 1718: Johann Jacob Stolterfoht, deutscher Mediziner und Stadtphysicus von Lübeck
- 1721: Pieter Hellendaal, niederländischer Komponist, Organist und Violinist
- 1725: Paulus II. Baumann, Abt des Zisterzienserklosters in Ebrach
- 1732: Johann Burckhardt Mencke, deutscher Gelehrter, Verleger und Historiker
- 1744: Pedro Malo de Villavicencio, spanischer Jurist und Kolonialverwalter, Vizekönig von Neuspanien
- 1750: William Parks, englischer Drucker und Verleger
- 1766: Johann Leonhard Dober, deutscher Bischof, Missionar der Herrnhuter Brüdergemeine
- 1775: Johann Friedrich Funk, Schweizer Bildhauer
- 1777: John Morton, Delegierter von Pennsylvania im Kontinentalkongress
- 1793: Ernst Bengel, deutscher Superintendent
- 1797: Johann Peter Snell, deutscher Theologe
- 1798: Johann Wilhelm Schmid, deutscher evangelischer Theologe
- 1800: Johann Bonaventura Cartier, Schweizer Politiker

### 19. Jahrhundert
- 1807: Václav Praupner, tschechischer Komponist
- 1807: Miklós Révai, ungarischer Sprachwissenschaftler, Hochschullehrer, Zeichner und Schriftsteller
- 1809: John Haring, Delegierter des Staates New York im Kontinentalkongress
- 1810: Jean-Baptiste Bastide, französischer Jurist und Sprachforscher
- 1812: Laurenz Janscha, österreichisch-slowenischer Maler und Radierer
- 1814: Johann August Tabor, deutscher Kaufmann und Bankier
- 1821: Helena Radziwiłłowa, litauische Adelige
- 1837ː Karoline Stahl, deutsche Schriftstellerin und Pädagogin
- 1838: Johann Ernst Daniel Bornschein, deutscher Dramatiker und Romanautor
- 1840: Rudolf von Salis-Zizers, Schweizer Offizier
- 1843: John Armstrong junior, US-amerikanischer General, US-Senator von New York, Diplomat, Kriegsminister
- 1849: Lodovico Pavoni, italienischer Priester und Ordensgründer
- 1852: Auguste-Frédéric de Meuron, Schweizer Kaufmann und Industrieller
- 1854: Peter Motzfeldt, norwegischer Staatsrat
- 1855: Franz Joseph von Arens, deutscher Jurist und Politiker
- 1859: Amalie Sieveking, deutsche Philanthropin, Mitbegründerin der organisierten Diakonie in Deutschland
- 1863: Jakob Steiner, Schweizer Mathematiker
- 1865: Giuditta Pasta, italienische Opernsängerin
- 1868: Rasoherina, Herrscherin des Königreichs Madagaskar
- 1869: Alexander Dreyschock, tschechischer Klaviervirtuose und Komponist
- 1871ː Auguste Friederike, Prinzessin von Hessen-Homburg, Erbgroßherzogin von Mecklenburg-Schwerin
- 1872: Hugo von Mohl, deutscher Botaniker
- 1874: Carl Heinrich Arnold, deutscher Tapetenfabrikant
- 1883: Henri Ketten, ungarischer Pianist und Komponist
- 1884: Anna Ottendorfer, deutsch-amerikanische Verlegerin und Philanthropin
- 1888: Jean Conte, französischer Komponist
- 1893: Otto Leonhard Heubner, deutscher Jurist und Politiker
- 1897: Thekla von Gumpert, deutsche Kinder- und Jugendschriftstellerin
- 1899: Josef Eisenkolb, rumäniendeutscher Komponist

### 20. Jahrhundert

#### 1901–1950
- 1901: Ernst Andolt, deutscher Schriftsteller, Jurist und Politiker
- 1902: Amalie Buchheim, deutsche Museumsleiterin
- 1904ː Wilhelmine Fliedner, Gründerin der Wilhelmine Fliedner Realschule

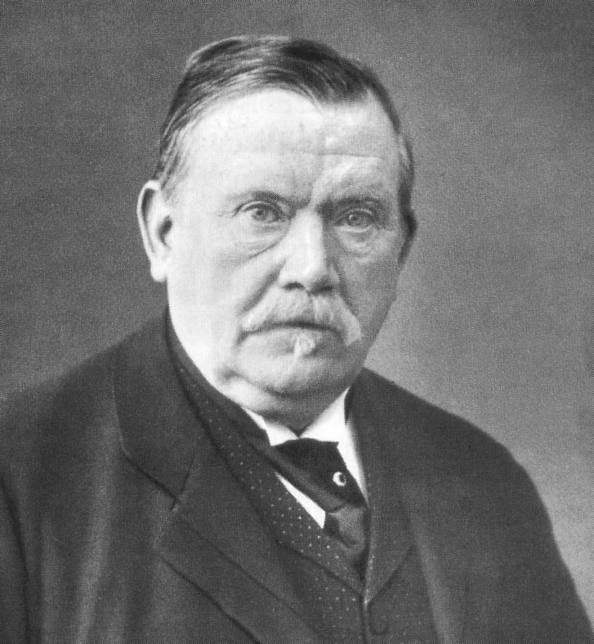
Ferdinand Wallbrecht († 1905)

- 1905: Ferdinand Wallbrecht, deutscher Architekt, Bauunternehmer und Politiker, MdR
- 1906: Cosme San Martín, chilenischer Maler
- 1910: Andreas Achenbach, deutscher Landschaftsmaler
- 1910: Warren O. Arnold, US-amerikanischer Politiker
- 1911: Martin Greif, deutscher Dichter
- 1912: Franz Rezek, österreichischer Militärkapellmeister und Komponist
- 1913: Otto March, deutscher Architekt
- 1915: Johann Joseph Abert, deutsch-böhmischer Komponist, Dirigent und Kontrabassist
- 1917: Scott Joplin, US-amerikanischer Komponist und Pianist
- 1921: Joseph-Daniel Dussault, kanadischer Organist und Musikpädagoge
- 1921: Carl Johannes Thomae, deutscher Mathematiker

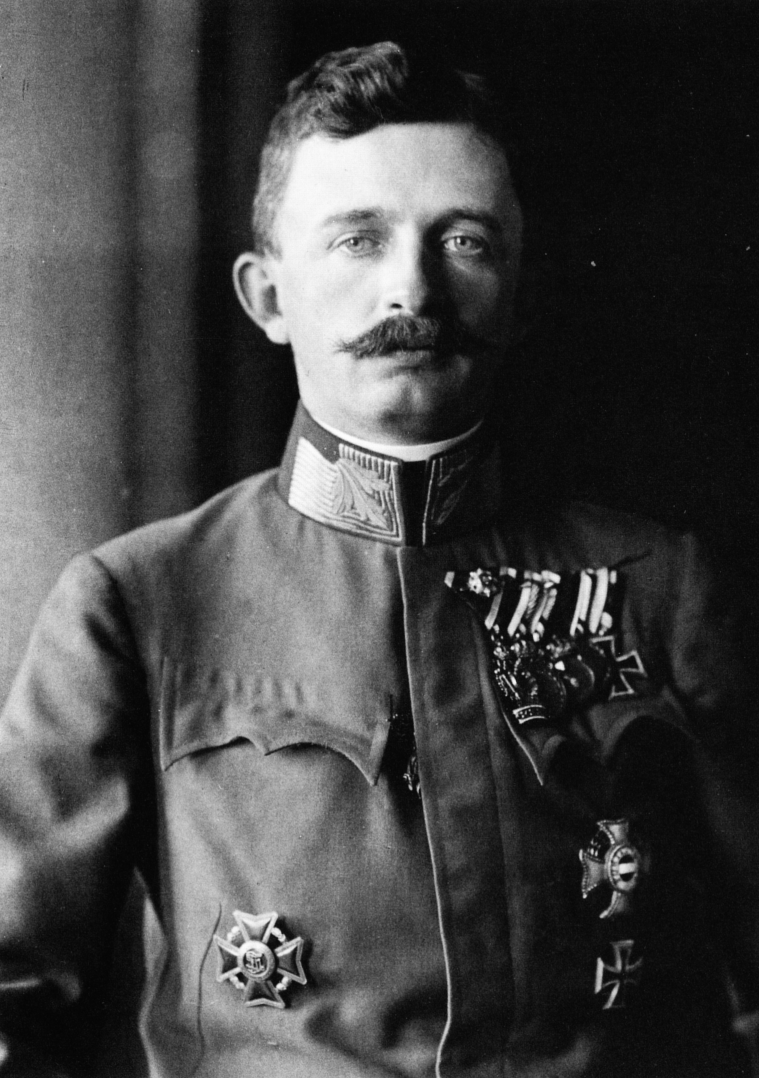
Karl I. von Österreich († 1922)

- 1922: Karl I., österreichisch-ungarischer Kaiser
- 1923: Kaspar Kögler, deutscher Maler und Schriftsteller
- 1924: Harold Jarvis, kanadischer Sänger

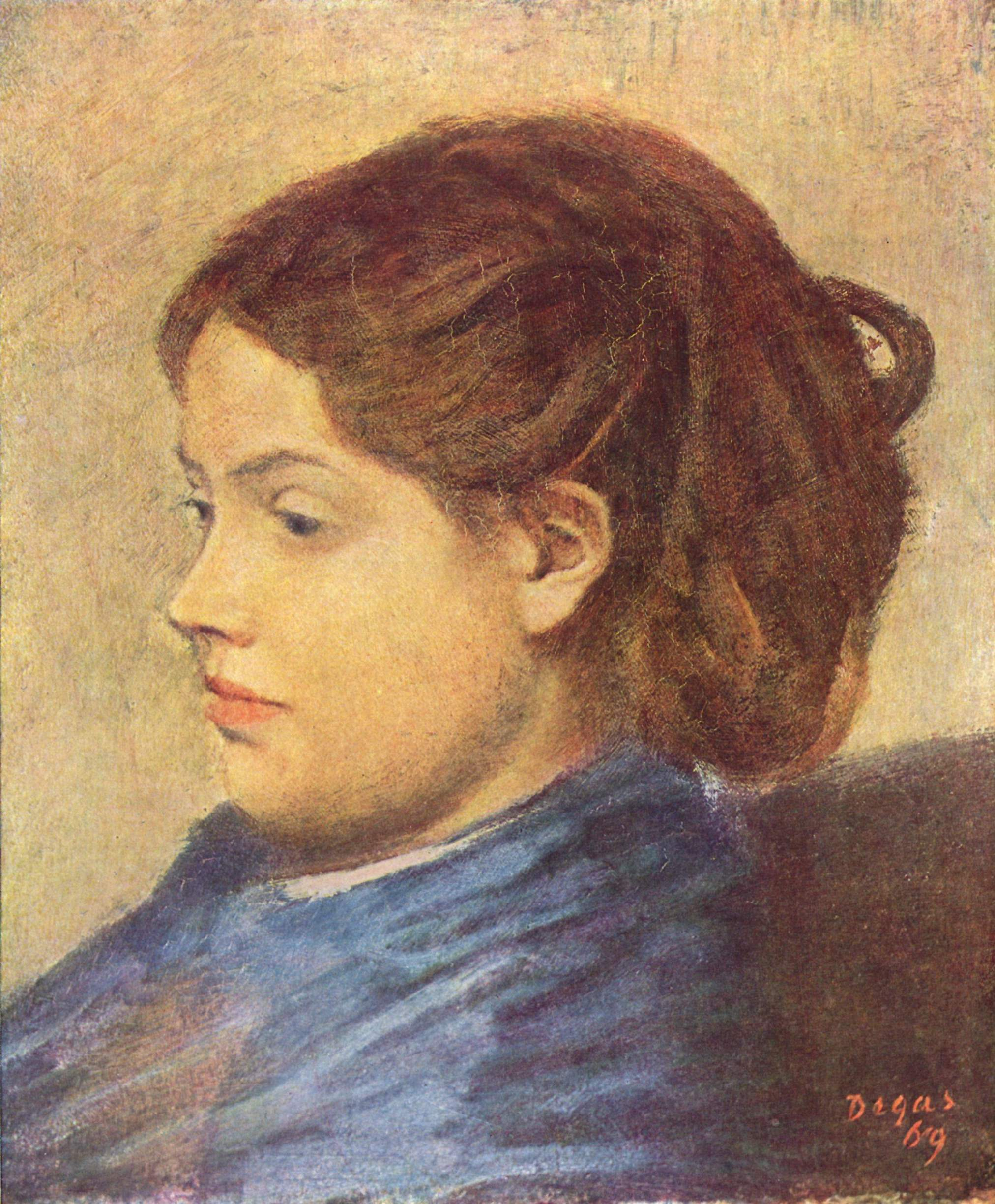
Emma Dobigny († 1925)

- 1925ː Emma Dobigny, französisches Modell, u. a. von Corot und Degas
- 1926: Charles Angrand, französischer Maler
- 1930: Cosima Wagner, deutsche Leiterin der Bayreuther Festspiele, zweite Ehefrau Richard Wagners
- 1931: Paul Amlehn (der Ältere), Schweizer Bildhauer
- 1931: Henry Pels, deutscher Unternehmer
- 1933: Charles Andler, französischer Germanist und Professor
- 1938: Richard Du Moulin-Eckart, deutscher Historiker
- 1938: Rafaela Serrano Rodríguez, kubanische Pianistin und Musikpädagogin spanischer Herkunft
- 1939: Anton Semjonowitsch Makarenko, sowjetischer Pädagoge und Schriftsteller
- 1940: Friedrich von der Asseburg, preußischer Major und Kammerherr
- 1941: Edmund Hauler, österreichischer Altphilologe
- 1944: Charles F. Scott, US-amerikanischer Elektrotechniker
- 1944: Karl Zech, deutscher SS-Gruppenführer und Reichstagsabgeordneter
- 1945: Jakob Buchli, Schweizer Lokomotivbauer
- 1946: Leo Reuss, deutsch-österreichischer Schauspieler und Regisseur
- 1946: Cesare Orsenigo, apostolischer Nuntius in Deutschland
- 1947: Georg II., griechischer König
- 1947: Carl Christian Krayl, deutscher Architekt
- 1947: Franz Seldte, deutscher Mitbegründer des Stahlhelm, NSDAP-Politiker und Reichsarbeitsminister
- 1950: Charles R. Drew, US-amerikanischer Transfusionsmediziner

#### 1951–2000

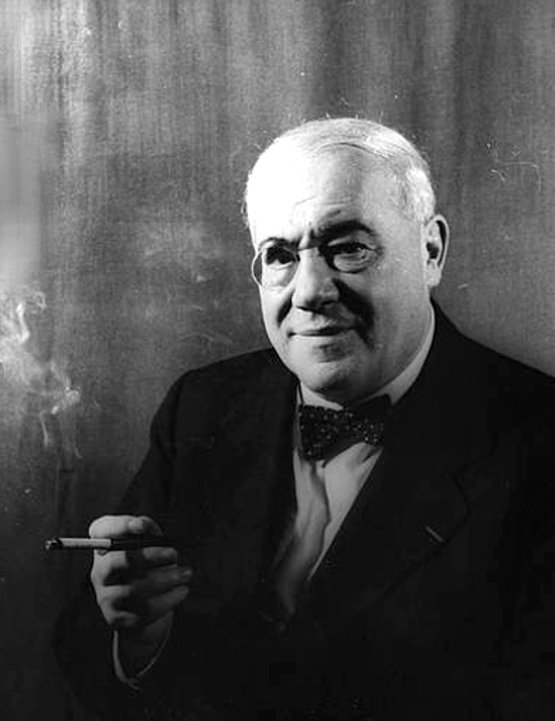
Ferenc Molnár († 1952)

- 1952: Ferenc Molnár, ungarischer Schriftsteller und Journalist
- 1954: Jan Thomée, niederländischer Fußballspieler
- 1955ː Lin Huiyin, chinesischer Architektin und Schriftstellerin
- 1956: Viola Gillette, US-amerikanische Sängerin
- 1958: Břetislav Bakala, tschechischer Dirigent, Chorleiter und Komponist
- 1959: Fritz Ahrberg, deutscher Unternehmer
- 1959: Rudolf Kassner, österreichischer Kulturphilosoph
- 1960: Abdul Rahman, malayischer König
- 1961: David Rivett, australischer Chemiker und Wissenschaftsmanager
- 1961: William Sharp, amerikanischer Grafiker, Zeichner, Buchillustrator und Karikaturist
- 1962: Camil Ressu, rumänischer Maler
- 1964: Salvatore Aurigemma, italienischer Archäologe
- 1964: Božidar Kunc, kroatischer Komponist

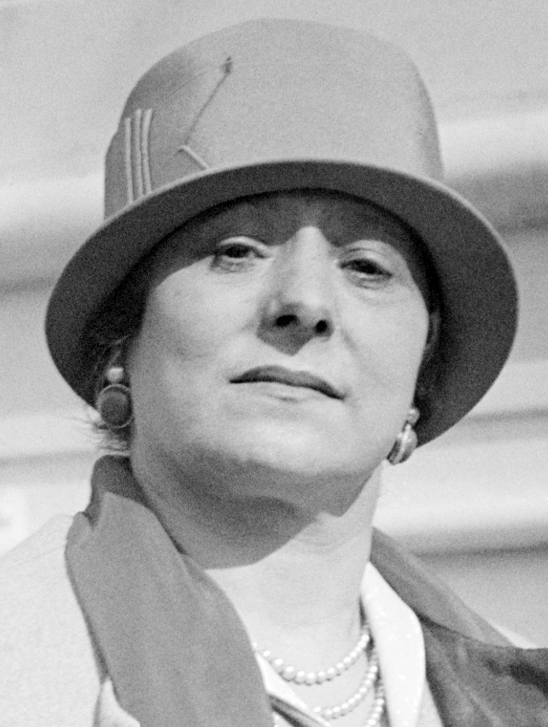
Helena Rubinstein († 1965)

- 1965: Helena Rubinstein, US-amerikanische Kosmetikunternehmerin und Mäzenatin
- 1966: Karl Borromäus Adam, deutscher Theologe und Dogmatiker
- 1966: Brian O’Nolan, irischer Schriftsteller
- 1967: Sixten Sason, schwedischer Fahrzeugdesigner
- 1968: Lew Dawidowitsch Landau, russischer Physiker
- 1969: Mario Gualzata, Schweizer Sprachwissenschaftler und Heimatforscher
- 1970: Karl Heinrich Ernst Assmann, deutscher Bibliothekar
- 1971: Kathleen Lonsdale, irische Kristallografin
- 1972: Josef Ecker-Stadlmayr, österreichischer Politiker
- 1972: Dora Puelma, chilenische Malerin
- 1973: Gus Aiken, US-amerikanischer Jazz-Trompeter und Kornettist
- 1974: Ruth Abramowitsch, deutsche Tänzerin, Choreografin und Repräsentantin des Modernen Tanzes
- 1974: Josef Suttner, böhmischer Hornist und Professor
- 1975: Georg Baur, deutscher Politiker
- 1975: Lorenz Jaeger, deutscher Erzbischof
- 1976: Harold John Aldington, britischer Automobilrennfahrer und Unternehmer
- 1976: Dimitrij Andrusov, tschechoslowakischer Geologe
- 1976: Max Ernst, deutscher Maler, Grafiker und Bildhauer
- 1977: Fritz Walter, deutscher Politiker, MdL, MdB
- 1978: Erwin Damerow, deutscher Bildhauer
- 1980: Joachim Ansorge, deutscher Synchronsprecher und Schauspieler
- 1980: Gomi Kōsuke, japanischer Schriftsteller
- 1981: Hans Ahrbeck, deutscher Erziehungswissenschaftler, Pädagoge und Hochschullehrer
- 1981: Carla Stüwe, deutsche Fotografin
- 1983: Marc Vaubourgoin, französischer Komponist

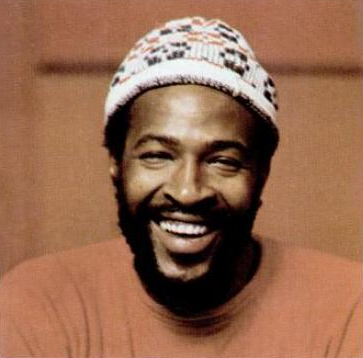
Marvin Gaye († 1984)

- 1984: Marvin Gaye, US-amerikanischer Soulmusiker
- 1985: Herman Roelstraete, belgischer Komponist, Sänger und Organist, Pädagoge, Dirigent und Musikhistoriker
- 1985: Jonny Rieger, deutscher Schriftsteller
- 1986: Erik Bruhn, dänischer Ballett-Tänzer
- 1987: Pierre Thériault, kanadischer Schauspieler
- 1988: Doris Schachner, deutsche Mineralogin
- 1989: Richard Dennis Oliver Austin, britischer Dirigent
- 1989: Paul Jappe, US-amerikanischer American-Football-Spieler
- 1989: Erich Lüth, deutscher Publizist
- 1990: Carlos Peucelle, argentinischer Fußballspieler und -trainer
- 1991: Detlev Rohwedder, deutscher Manager und Politiker
- 1991: Martha Graham, US-amerikanische Tänzerin, Choreografin und Pädagogin
- 1991: Otto Schneider, österreichischer Komponist, Musikpädagoge und Musikwissenschaftler
- 1992: Margarethe Bence, US-amerikanische Opern- und Konzertsängerin
- 1993: Juan de Borbón y Battenberg, Infant von Spanien und Graf von Barcelona
- 1993: Alan Kulwicki, US-amerikanischer NASCAR-Rennfahrer
- 1994: Peter Assion, deutscher Volkskundler und Germanist
- 1994: Robert Doisneau, französischer Graveur und Fotograf
- 1994: Netty Simons, US-amerikanische Komponistin
- 2000: Adam Chudojan, armenischer Komponist
- 2000: Jean Delire, belgischer Filmregisseur

### 21. Jahrhundert
- 2001: Martin Appelfeller, deutscher Generalmajor
- 2002: Elmer Angsman, US-amerikanischer American-Football-Spieler
- 2002: Heinrich Popitz, deutscher Soziologe
- 2003: Leslie Cheung, chinesischer Sänger und Schauspieler
- 2003: Willi Scholz, deutscher Filmschauspieler
- 2004: Roswitha von Bergmann, deutsche Politikerin, MdL
- 2004: Karl Born, deutscher Seemann, Pilot und Kinobetreiber
- 2004: Edgar Dören, deutscher Autorennfahrer
- 2004: Enrique Grau, kolumbianischer Maler und Bildhauer
- 2004: Carrie Snodgress, US-amerikanische Schauspielerin
- 2005: Alexander Brott, kanadischer Komponist und Dirigent, Violinist und Musikpädagoge
- 2005: Harald Juhnke, deutscher Entertainer
- 2005: Thomas Kling, deutscher Lyriker
- 2006: Oscar Treadwell, US-amerikanischer Jazz-Radio-Journalist und Radiomoderator

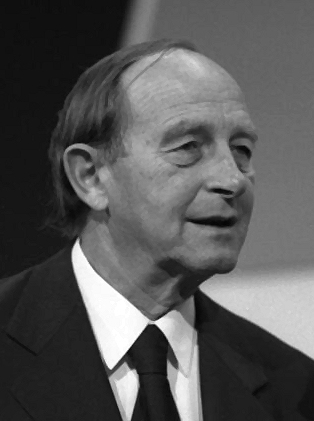
Hans Filbinger († 2007)

- 2007: Hans Filbinger, deutscher Jurist und Politiker, Ministerpräsident von Baden-Württemberg
- 2008: Ernst-Bernd Blümle, deutsch-schweizerischer Ökonom
- 2009: Arne Andersson, schwedischer Leichtathlet
- 2009: Umberto Betti, italienischer Priester und Theologe, Kardinal
- 2009: Manfred Jessen-Klingenberg, deutscher Historiker
- 2009: Helmut Seitz, deutscher Finanzwissenschaftler
- 2010: John Forsythe, US-amerikanischer Schauspieler
- 2012: Giorgio Chinaglia, italienischer Fußballspieler
- 2012: Miguel de la Madrid Hurtado, mexikanischer Politiker, Staatspräsident
- 2013: Oktay Aslanapa, türkischer Kunsthistoriker
- 2013: Peter Zurek, österreichischer Journalist
- 2014: Claus Arnold, deutscher Zeichner, Karikaturist und Maler
- 2014: Jacques Le Goff, französischer Historiker
- 2015: Detlef Döring, deutscher Historiker
- 2016: Stephan Matthaei, deutscher Diabetologe
- 2016: Kurt Stöber, deutscher Rechtspfleger und juristischer Fachbuchautor
- 2017: Ikutarō Kakehashi, japanischer Unternehmer und Digital-Musik-Pionier
- 2017: Jewgeni Alexandrowitsch Jewtuschenko, sowjetischer bzw. russischer Dichter und Schriftsteller
- 2017: Kim Jong-gil, südkoreanischer Dichter und Schriftsteller
- 2017: Giovanni Sartori, italienischer Politikwissenschaftler
- 2018: Bob Beattie, US-amerikanischer Alpinskitrainer und Sportkommentator
- 2018: Jánosné Keserű, ungarische kommunistische Politikerin
- 2018: Efraín Ríos Montt, guatemaltekischer Politiker und Staatspräsident
- 2018: Avichai Rontzki, israelischer General und Rabbiner
- 2019: Jan Buck, sorbischer Maler
- 2019: Rafael Sánchez Ferlosio, spanischer Schriftsteller
- 2020: Nur Hassan Hussein, somalischer Politiker
- 2020: Rüdiger Nehberg, deutscher Überlebenskünstler, Abenteurer und Menschenrechtsaktivist
- 2020: Adam Schlesinger, US-amerikanischer Musiker
- 2021: Isamu Akasaki, japanischer Ingenieurwissenschaftler und Nobelpreisträger
- 2021: Hugo Portisch, österreichischer Journalist
- 2021: Loránd Milassin, ungarischer Leichtathlet
- 2022: C. W. McCall, US-amerikanischer Countrysänger
- 2022: John Trickey, australischer Radrennfahrer
- 2024: Ulrich Mack, deutscher Fotograf
- 2024: Timothy Moores, britischer Fernsehregisseur
- 2024: Rosemarie Simmen, Schweizer Politikerin
- 2025: Alfi Kabiljo, kroatischer Komponist und Dirigent
- 2025: Val Kilmer, US-amerikanischer Schauspieler
- 2025ː Christiane Mückenberger, deutsche Filmwissenschaftlerin

## Feier- und Gedenktage
- Kirchliche Gedenktage
  - Amalie Sieveking, deutsche Wohltäterin (evangelisch)
- Namenstage
  - Aurora, Daria, Hugo, Irene

Weitere Einträge enthält die Liste von Gedenk- und Aktionstagen.